# قلعه دختر (کرمان)
قلعه دختر کرمان که به قلعه کهنه نیز مشهور است هستهٔ مرکزی شهر باستانی کرمان و با قدمتی حداقل معادل دورهٔ مادها و از قدیمی‌ترین قلعه‌های ایران است که بر فراز کوهی کم ارتفاع در همسایگی قلعه اردشیر در خاور شهر کرمان قرار دارد.
این قلعه در کنار قلعه اردشیر از مراکز آیینی شهر کرمان در دوره‌های مختلف تاریخی بوده‌است. آثاری از پرستشگاه‌های ایزد بانوی آناهیتا و آتشکدهٔ زرتشتیان در این قلعه یافت شده‌است.
دربارهٔ پیشینهٔ آن می‌توان گفت:
۱. در ۳۰۰۰ سال پیش در دوران مادها فرمانروای گواشیر یا دخترش یک کرم جادویی داشت ک شانس و قدرت (در نمونه‌های دینی خیر و برکت) به همراه داشت و دژ دختر دست نیافتنی و شکست ناپذیر بود و برای همین این شهر را از آن پس به جای گواشیر کرمان (به معنای کرم آن [دختر]) نامیدند! تا اینکه با گول‌زدن کنیز فرمانروا آن کرم را کشتند و دژ به دست دشمن افتاد.
۲. در گذشته به قلعه دختر، قلعه کوه می‌گفتند و نام دختر از آنجا روی دژ گذاشته شد ک واژهٔ دختر به معنای دست نخورده و دست نیافتنی است و این دژ هم دست نیافتنی و شکست ناپذیر بود

## نوع بنا
مصالح بکار رفته در این قلعه تنها خشت خام و گل رس است.
بقایای سه طبقه از بنای اصلی به صورت نیمه ویران هنوز در شرق قلعه قابل مشاهده است. دروازهٔ اصلی قلعه در غرب آن قرار دارد و در مقابل دروازه پلکانی قرار گرفته که از دروازه فاصله دارد و در گذشته با پلی متحرک دسترسی به قلعه انجام می‌شده‌است. چندین برج در دیوار قلعه با نیمرخ‌های مربع و دایره حصار آن را تشکیل می‌دهند. بقایای قلعه دختر دورنمای گذشته دراز این شهر و نام آن یادآور الههٔ آناهیتای باستانی، ایزدبانوی آب و باروری است.
قلعه اردشیر دیگر قلعه باستانی این شهر است.

## نگارخانه

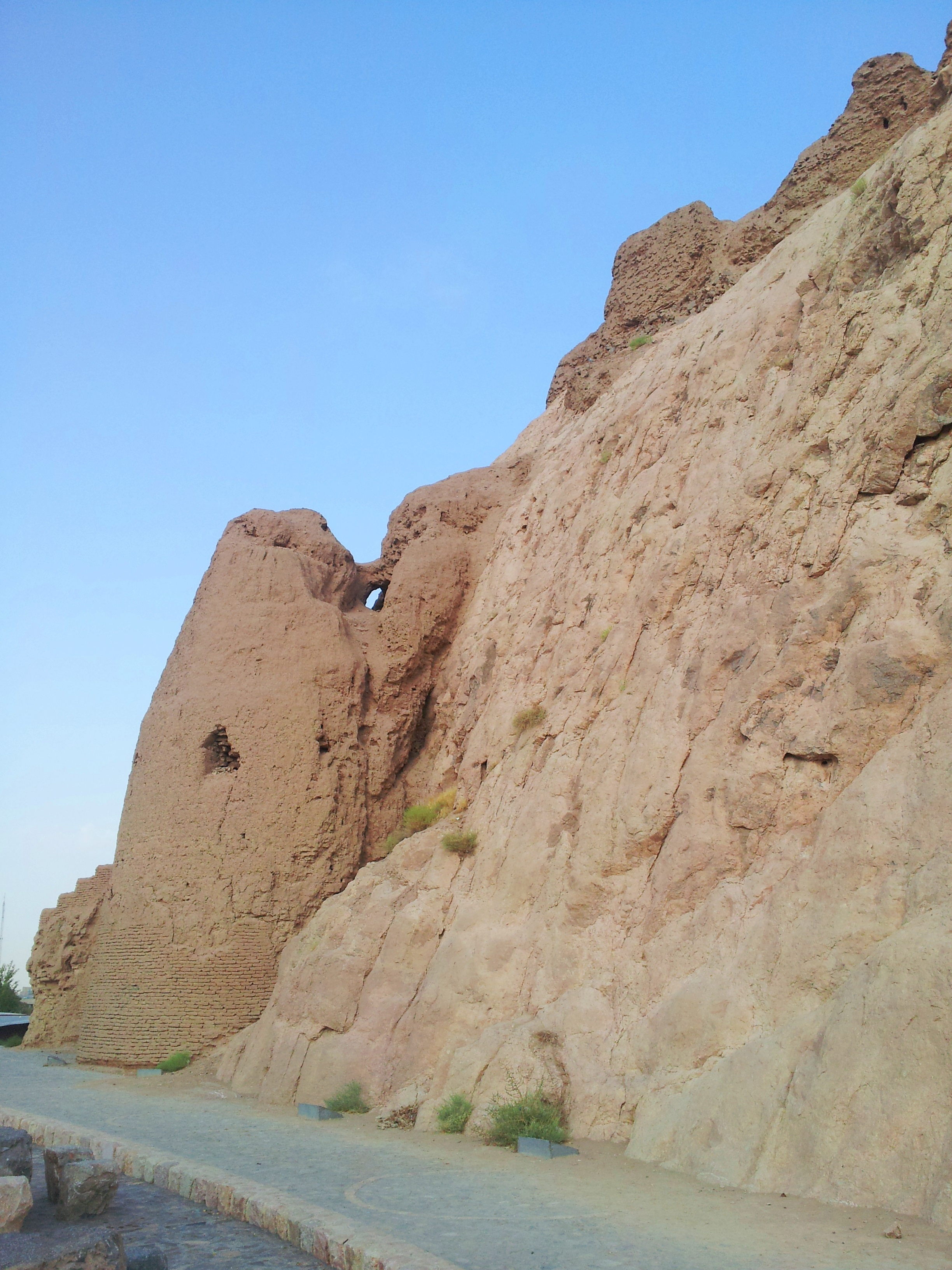
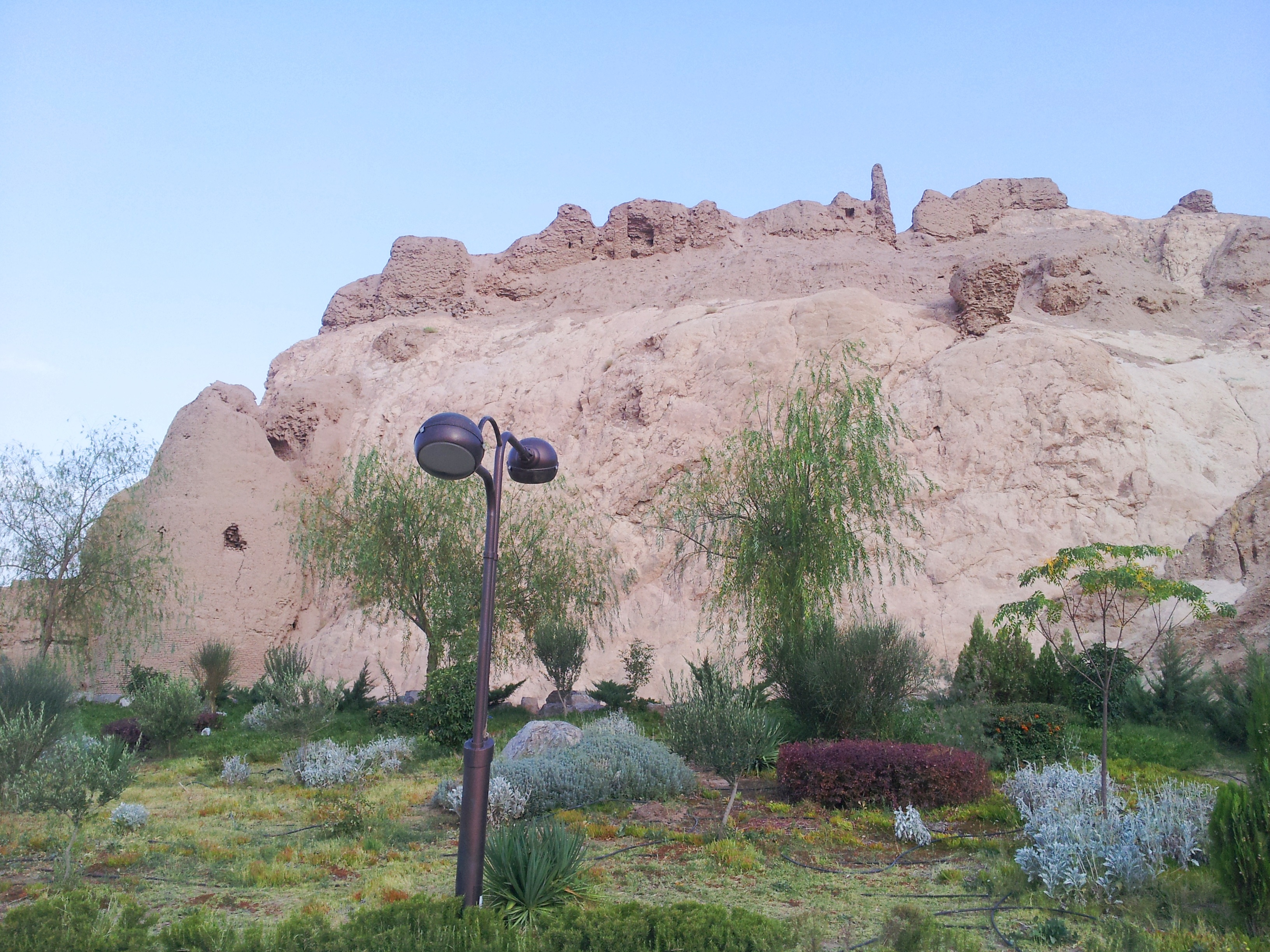
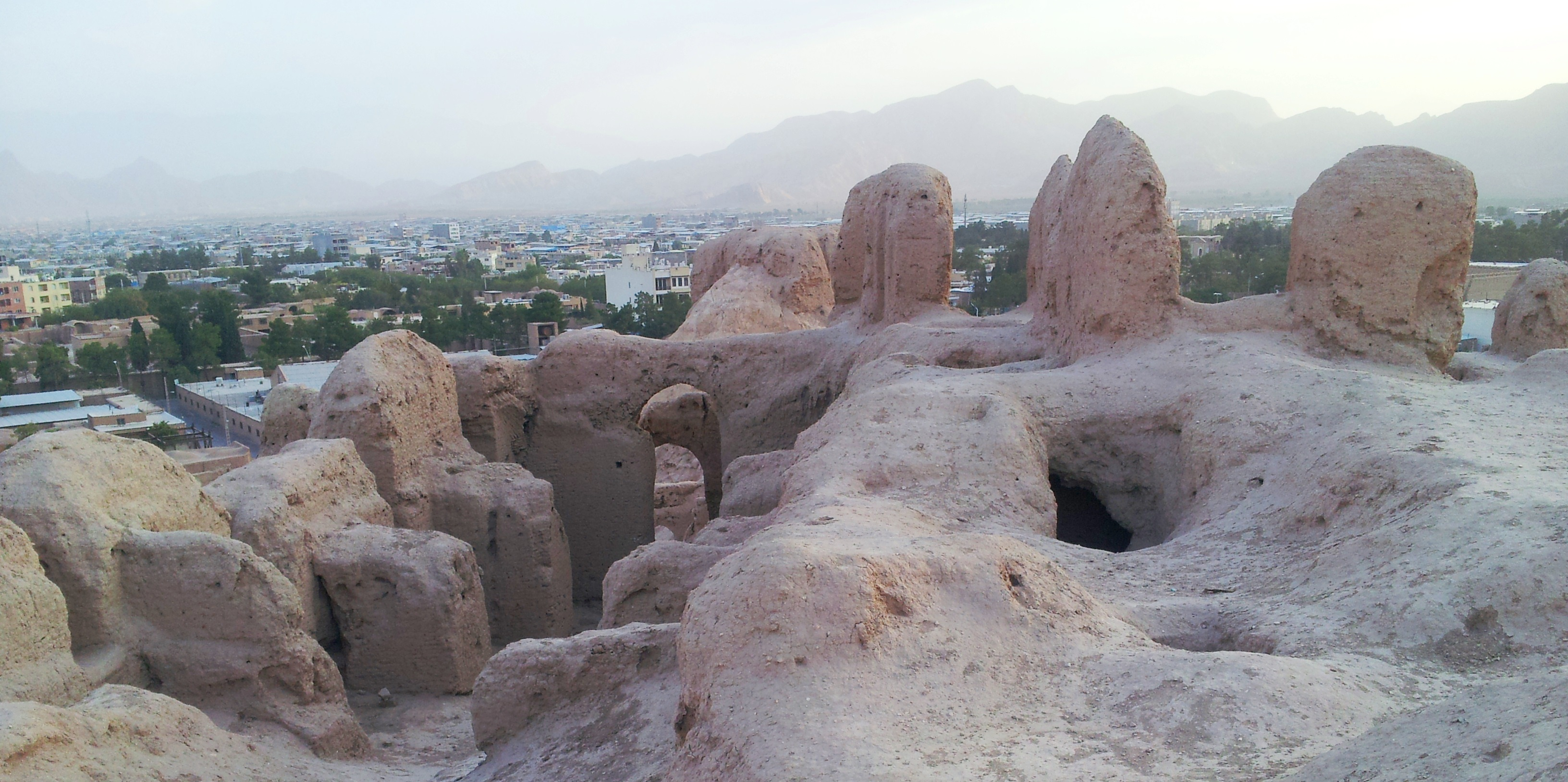
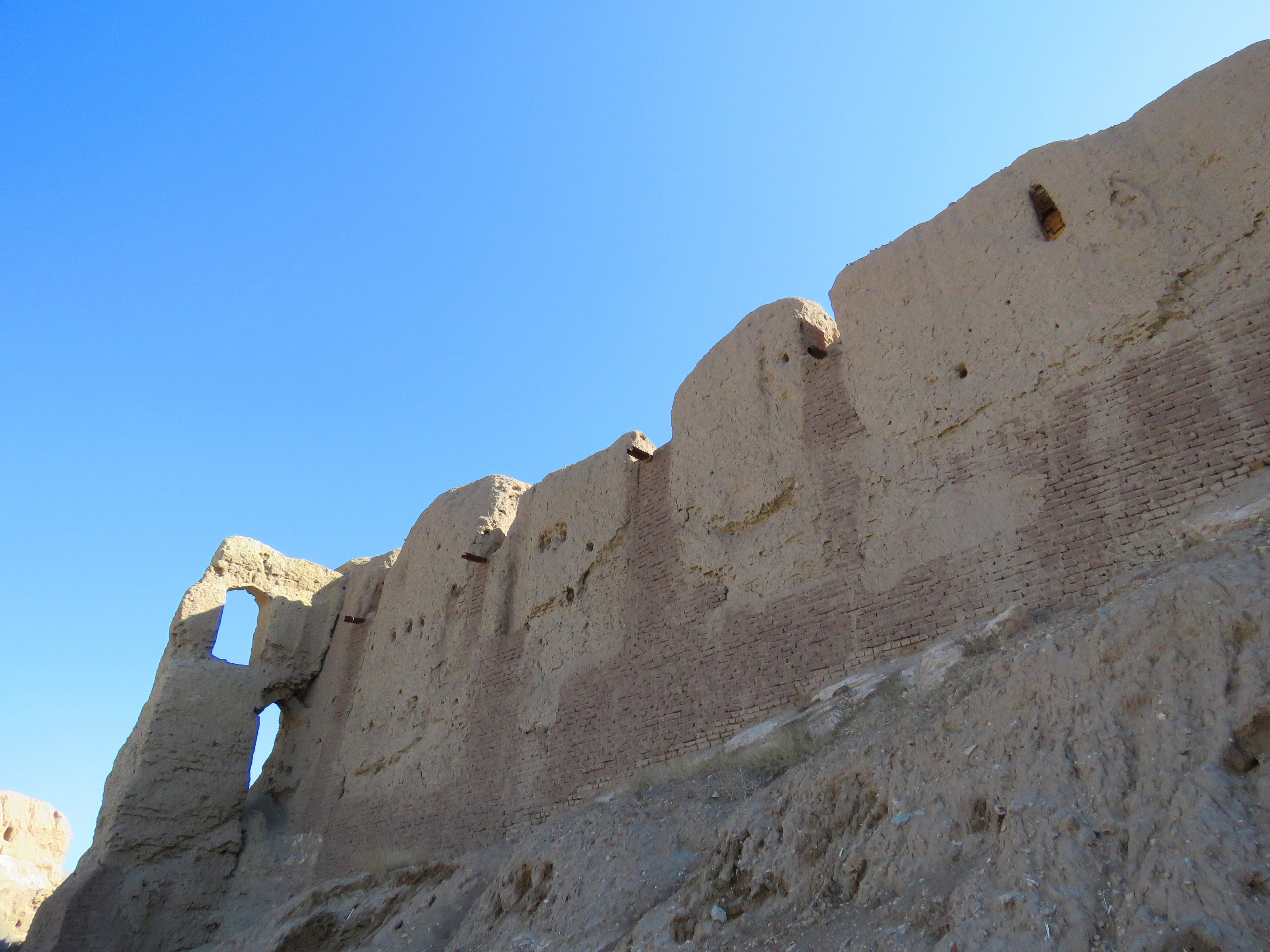
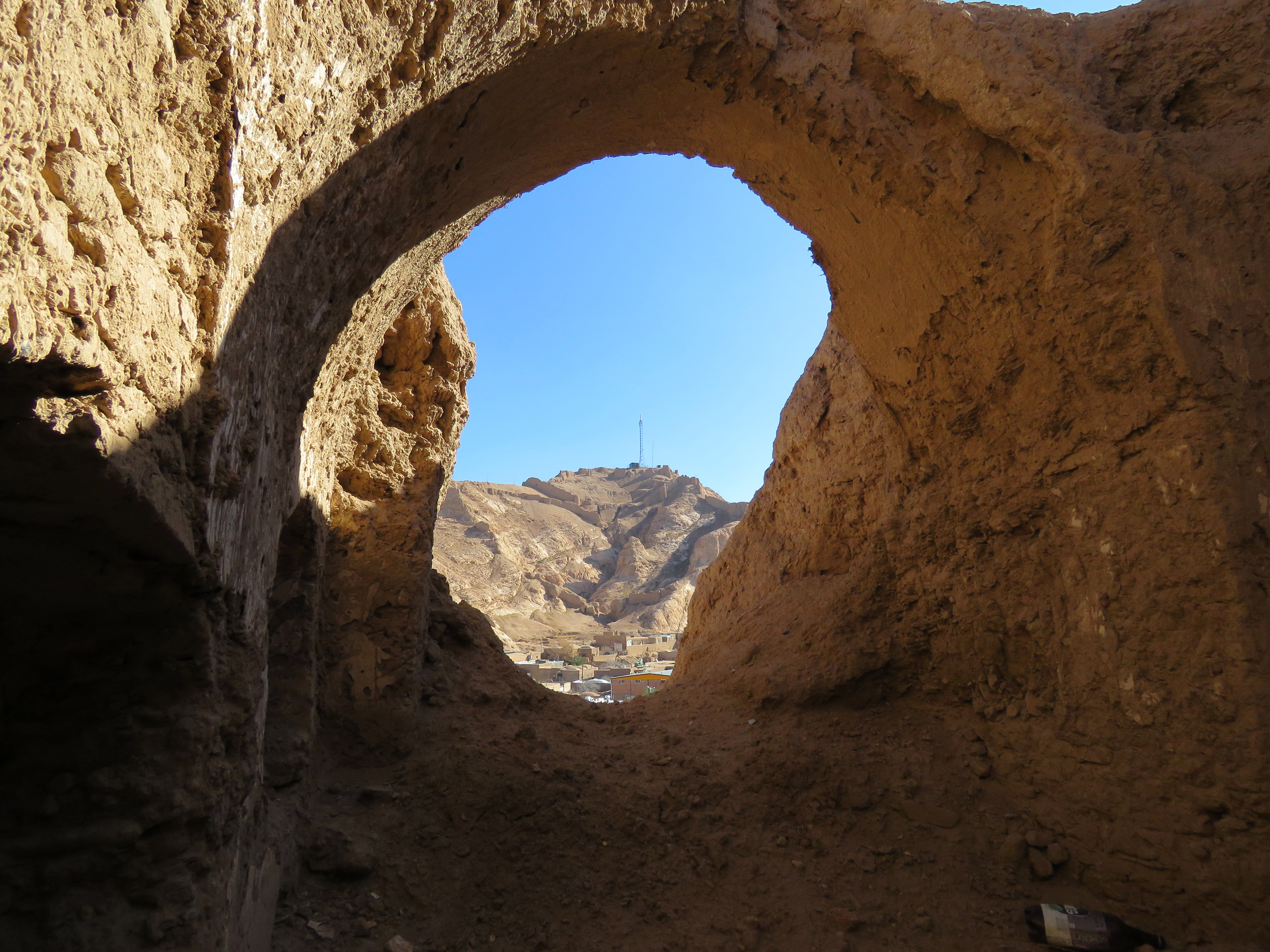
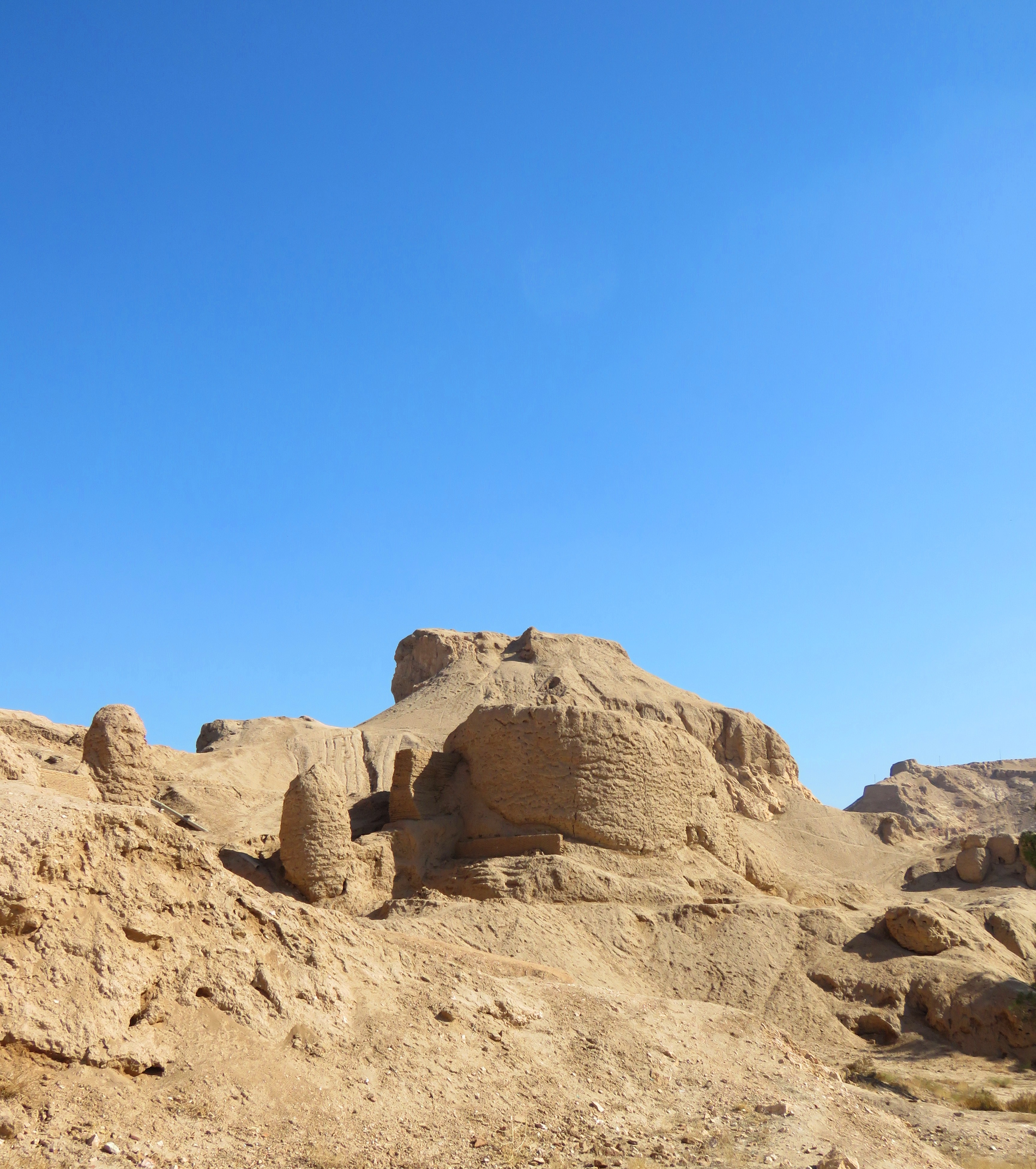
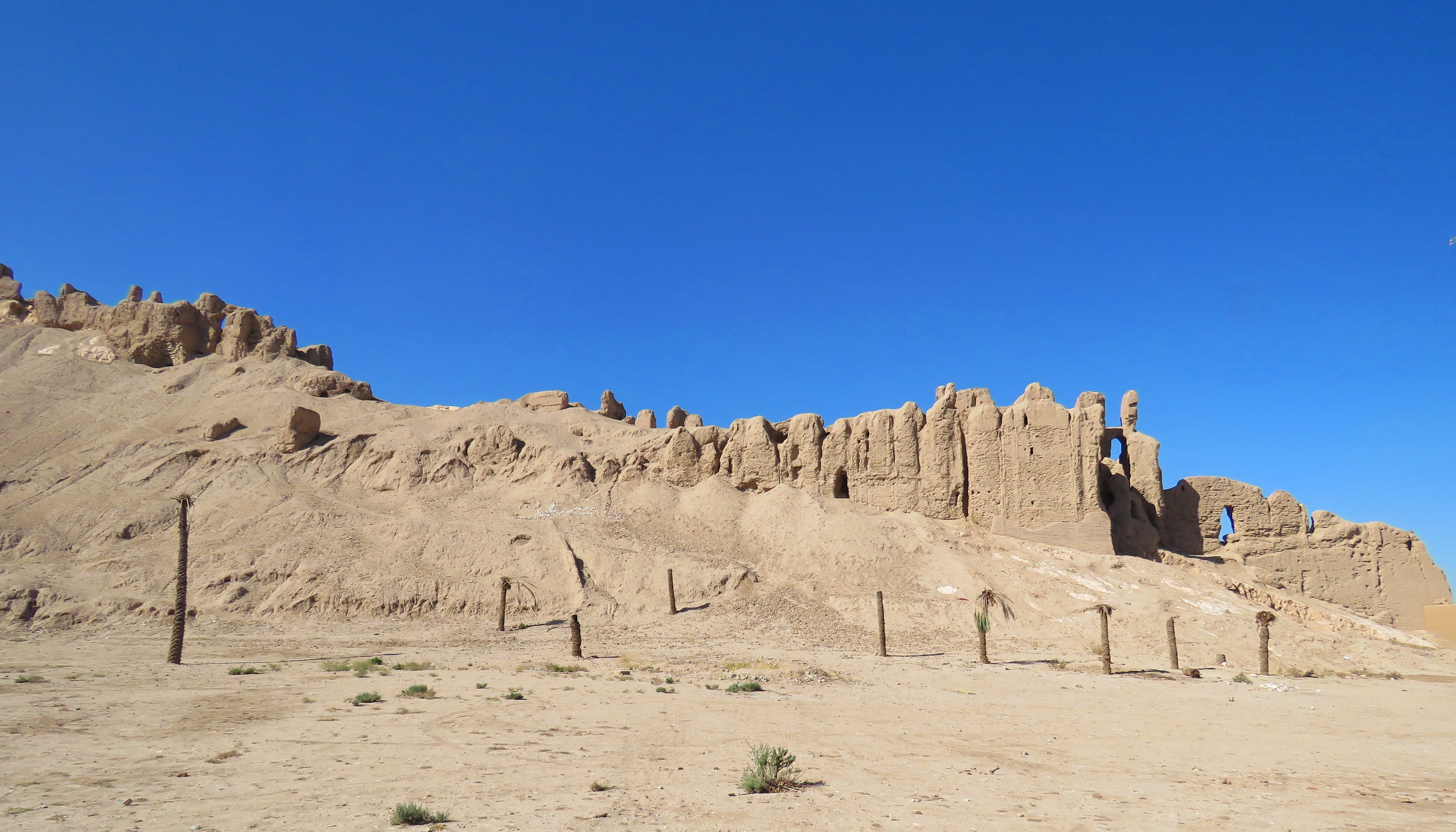
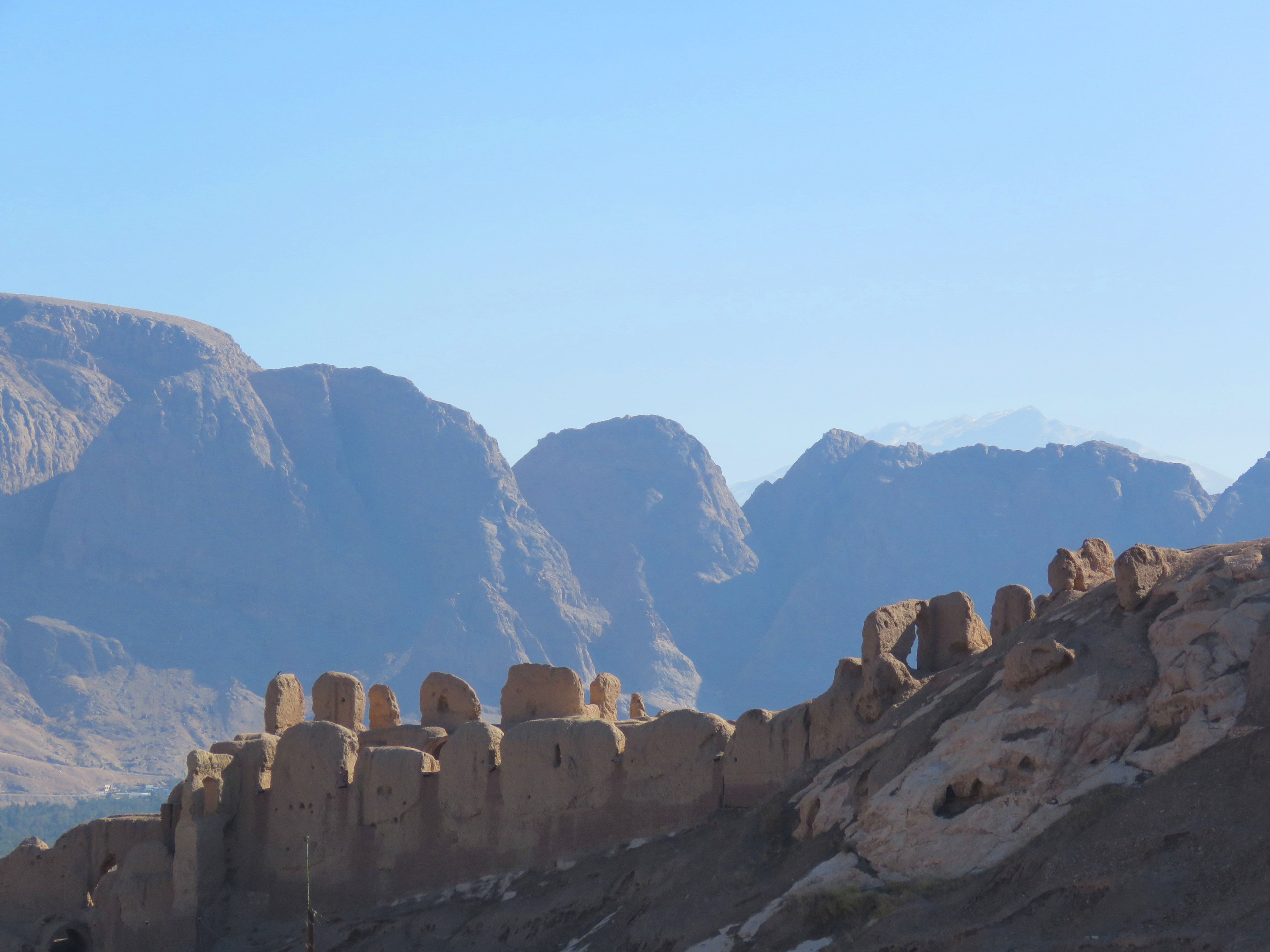
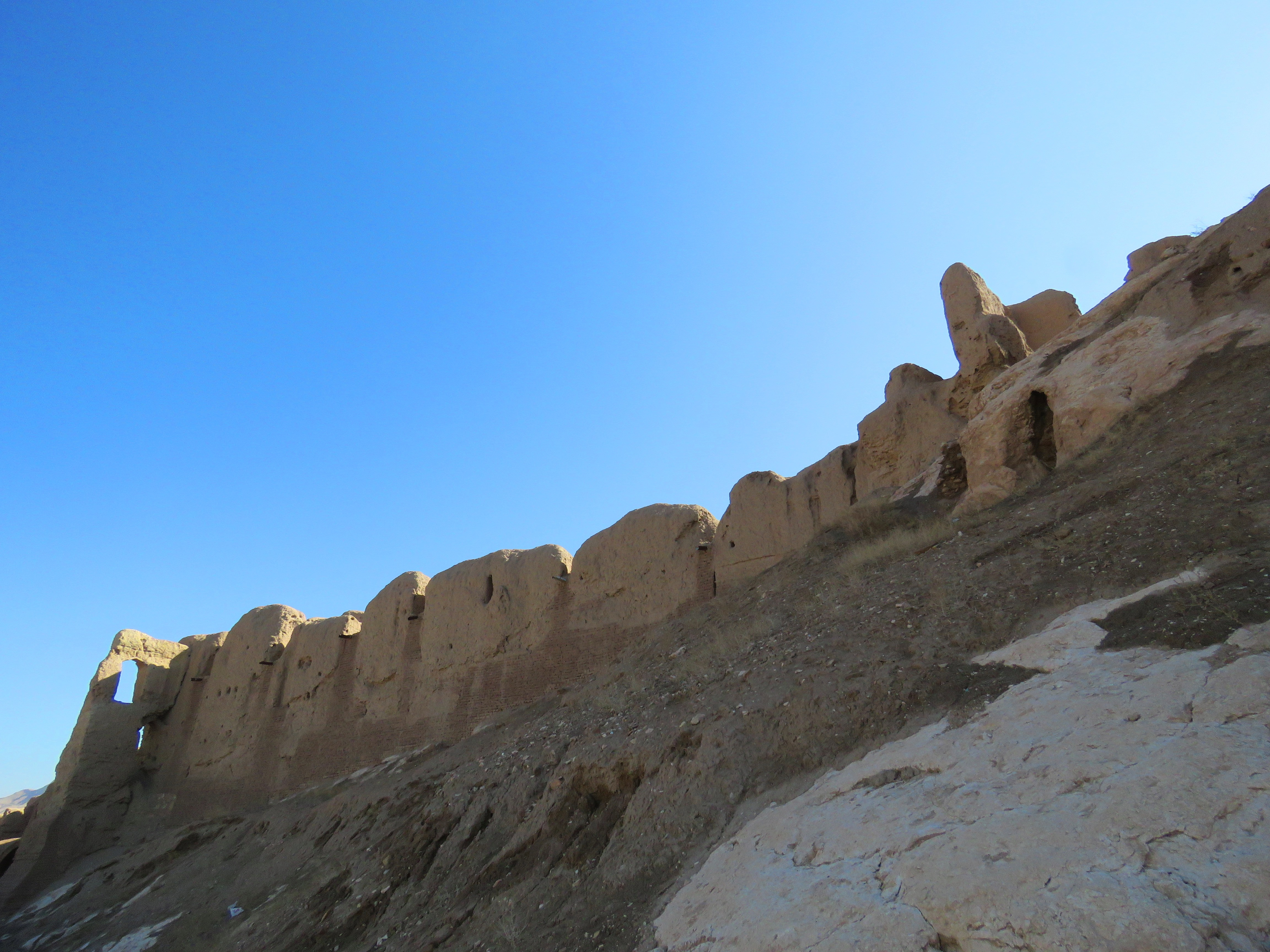
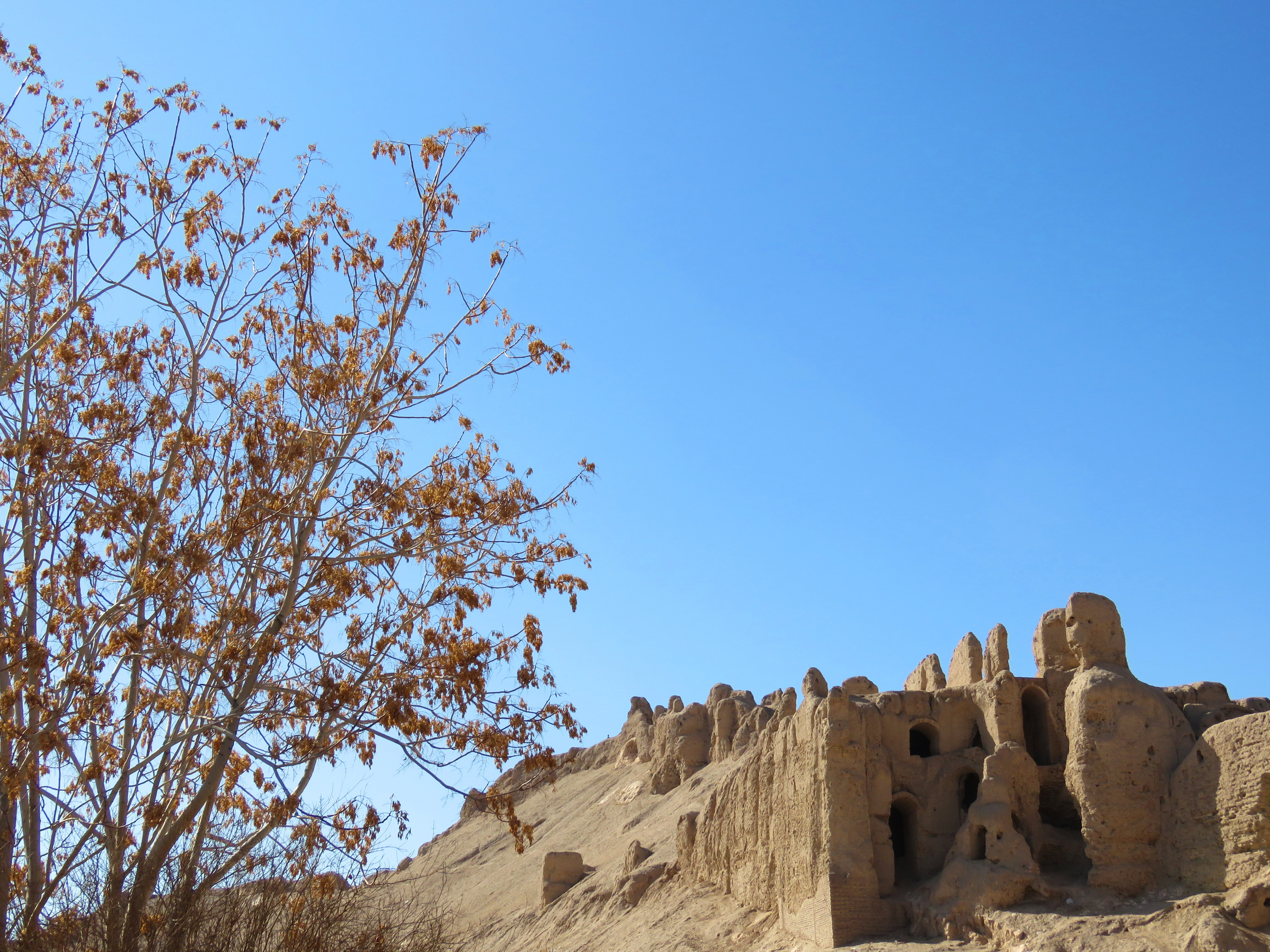
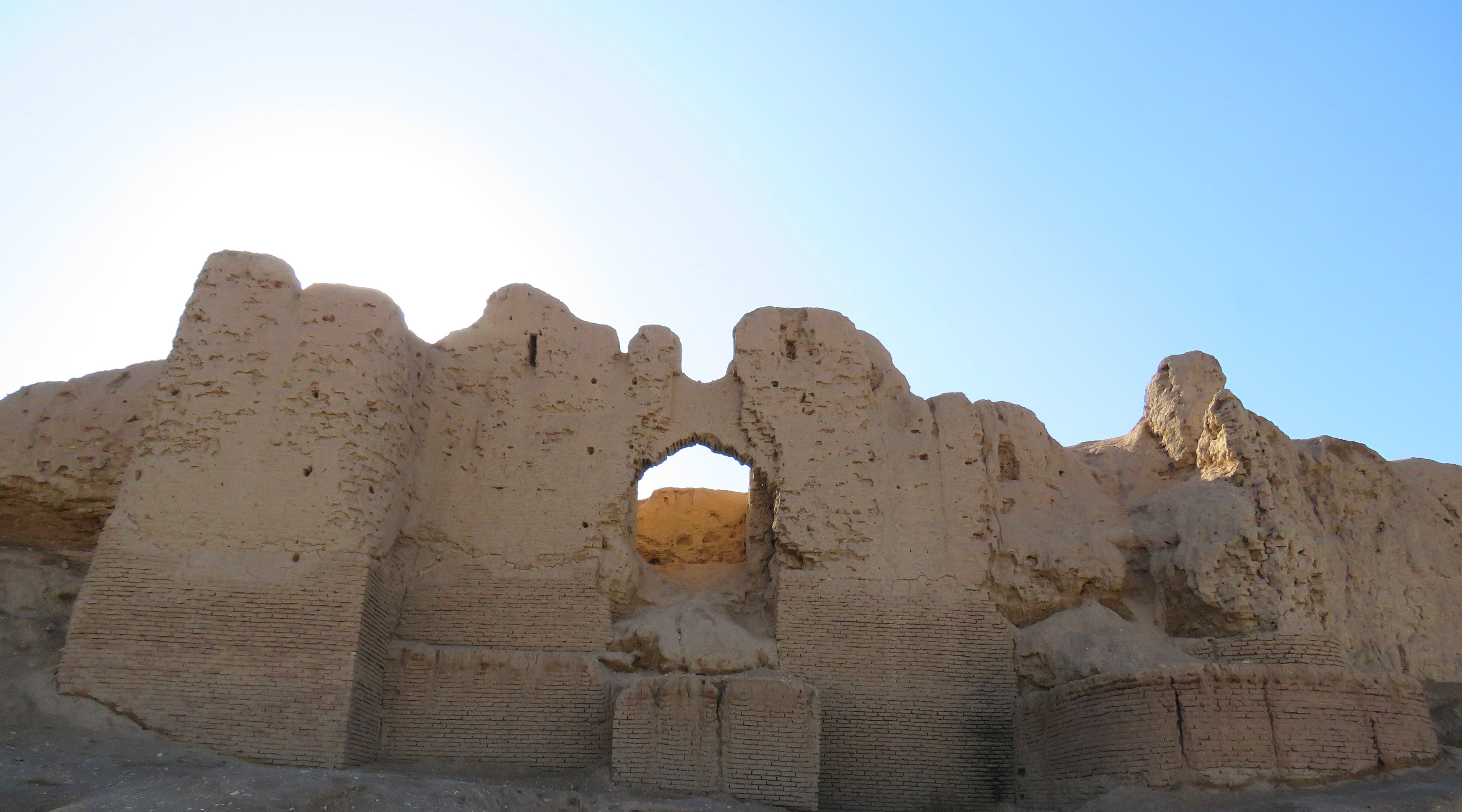
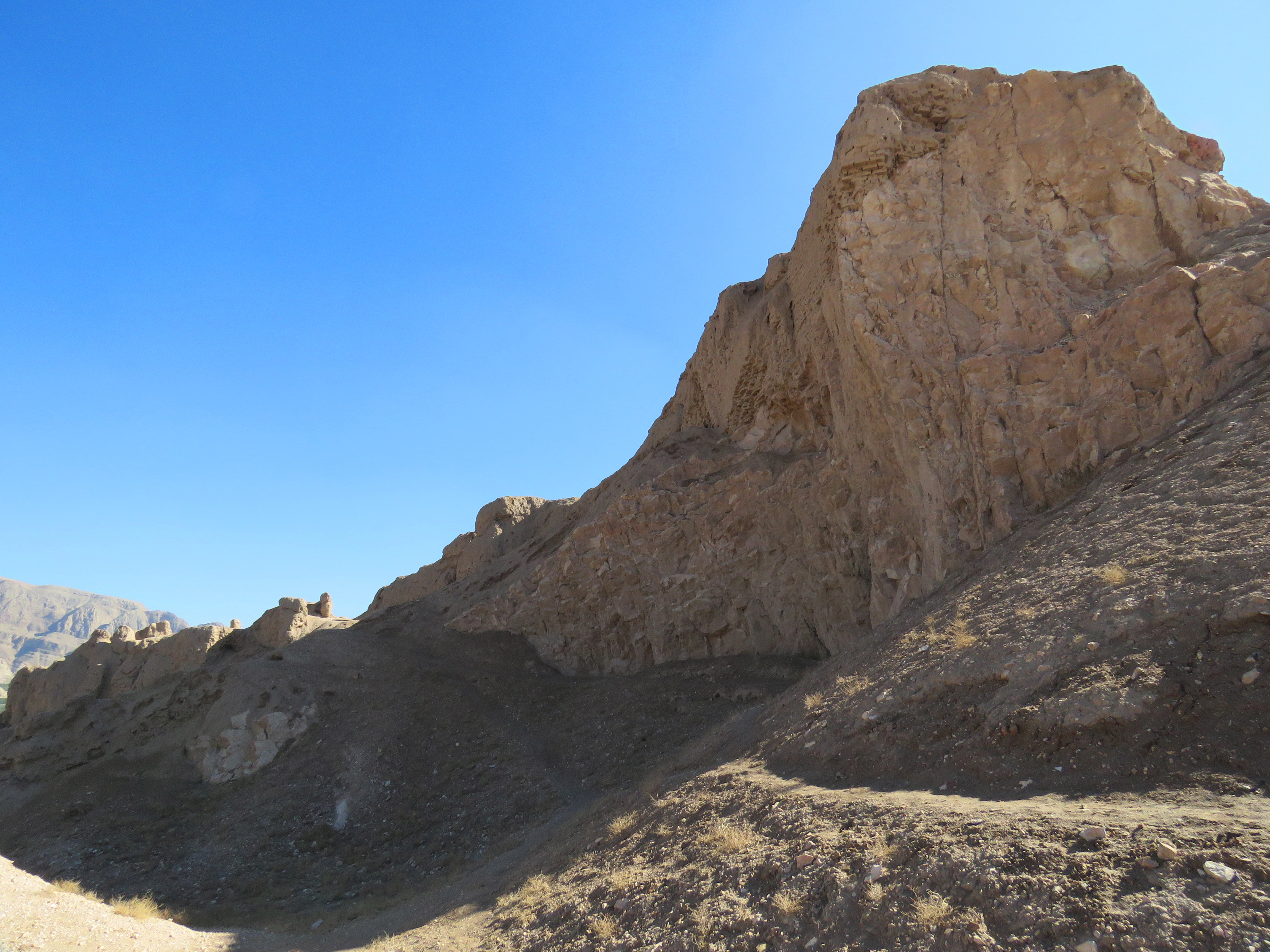
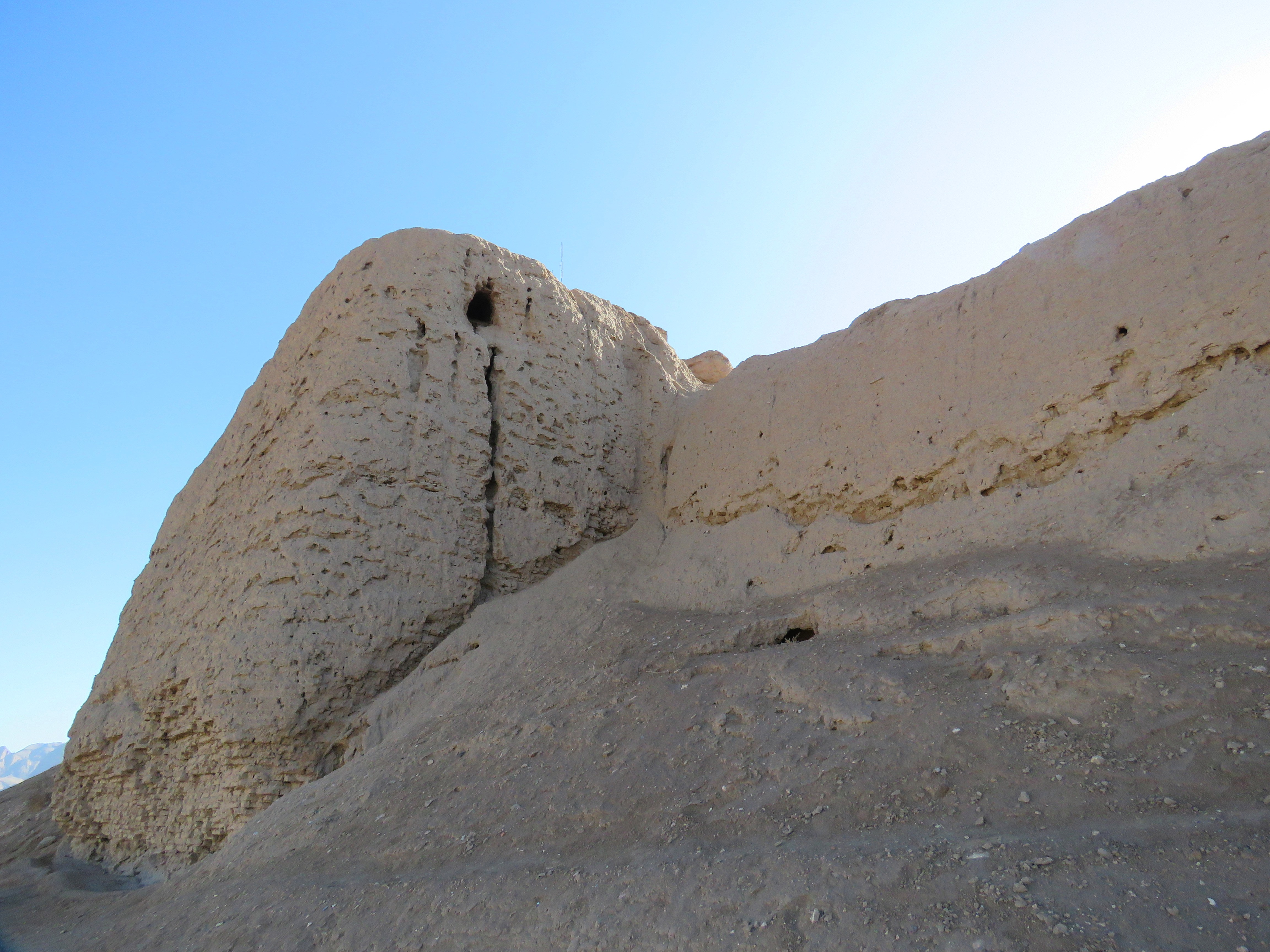
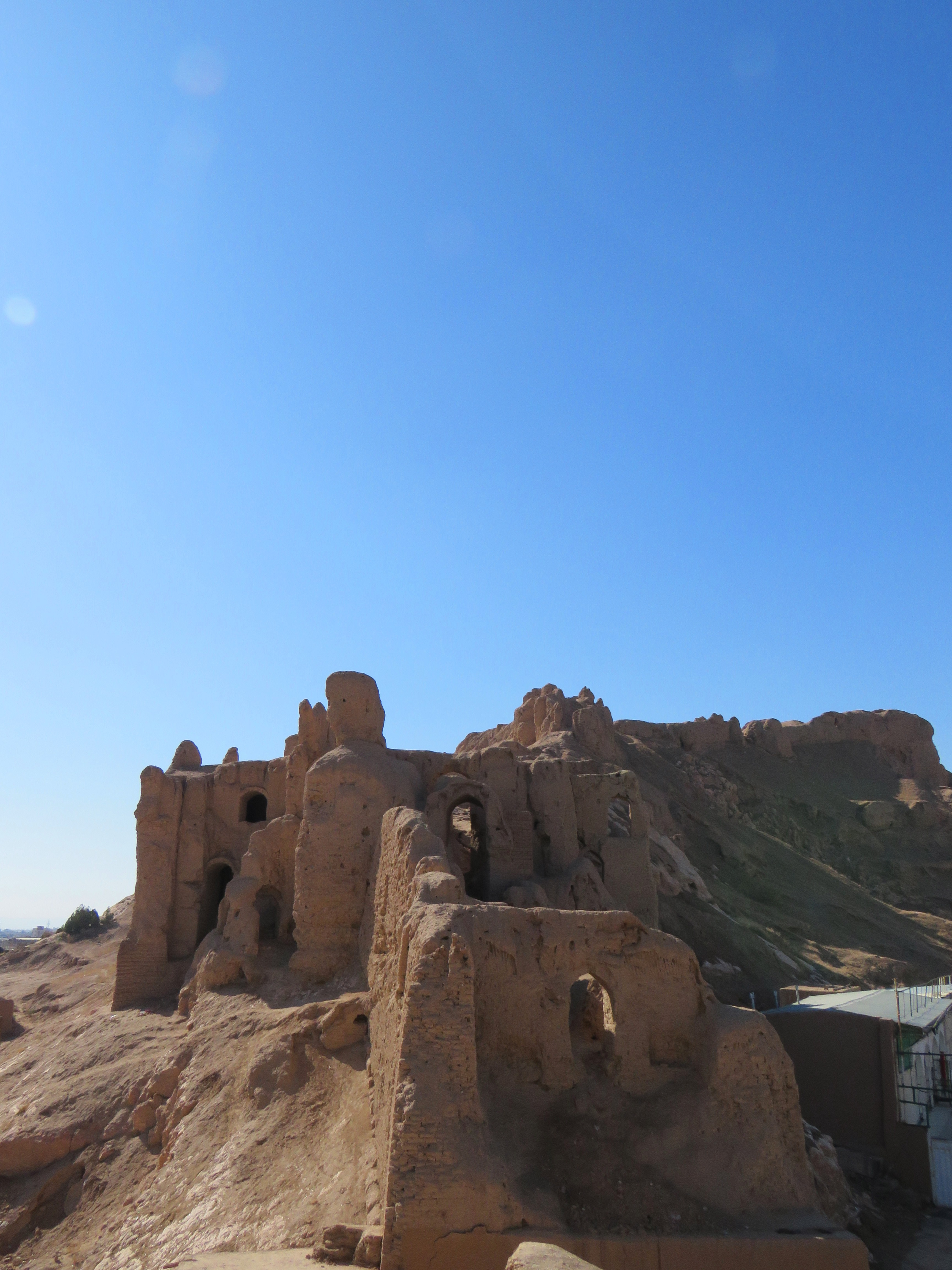
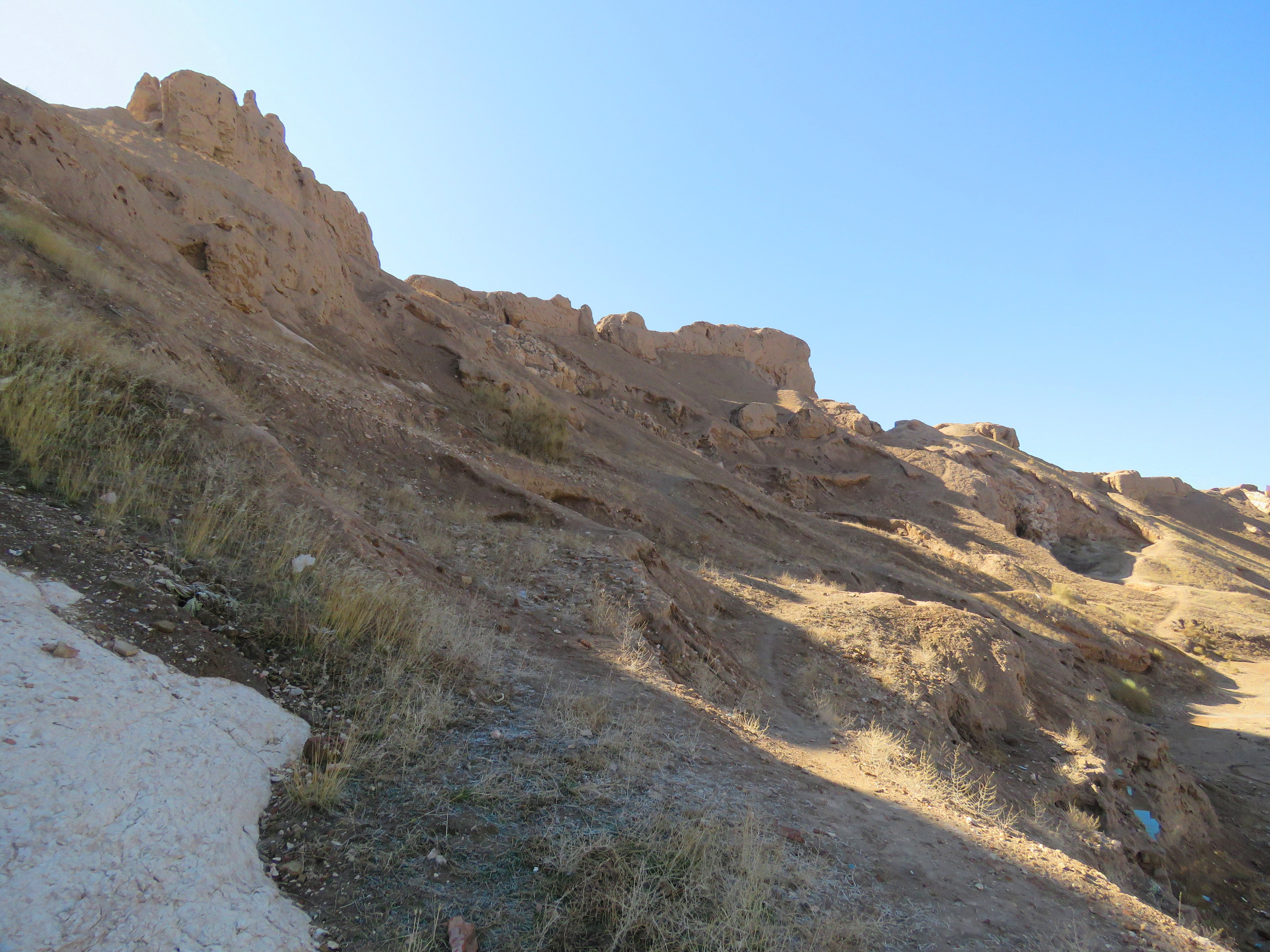
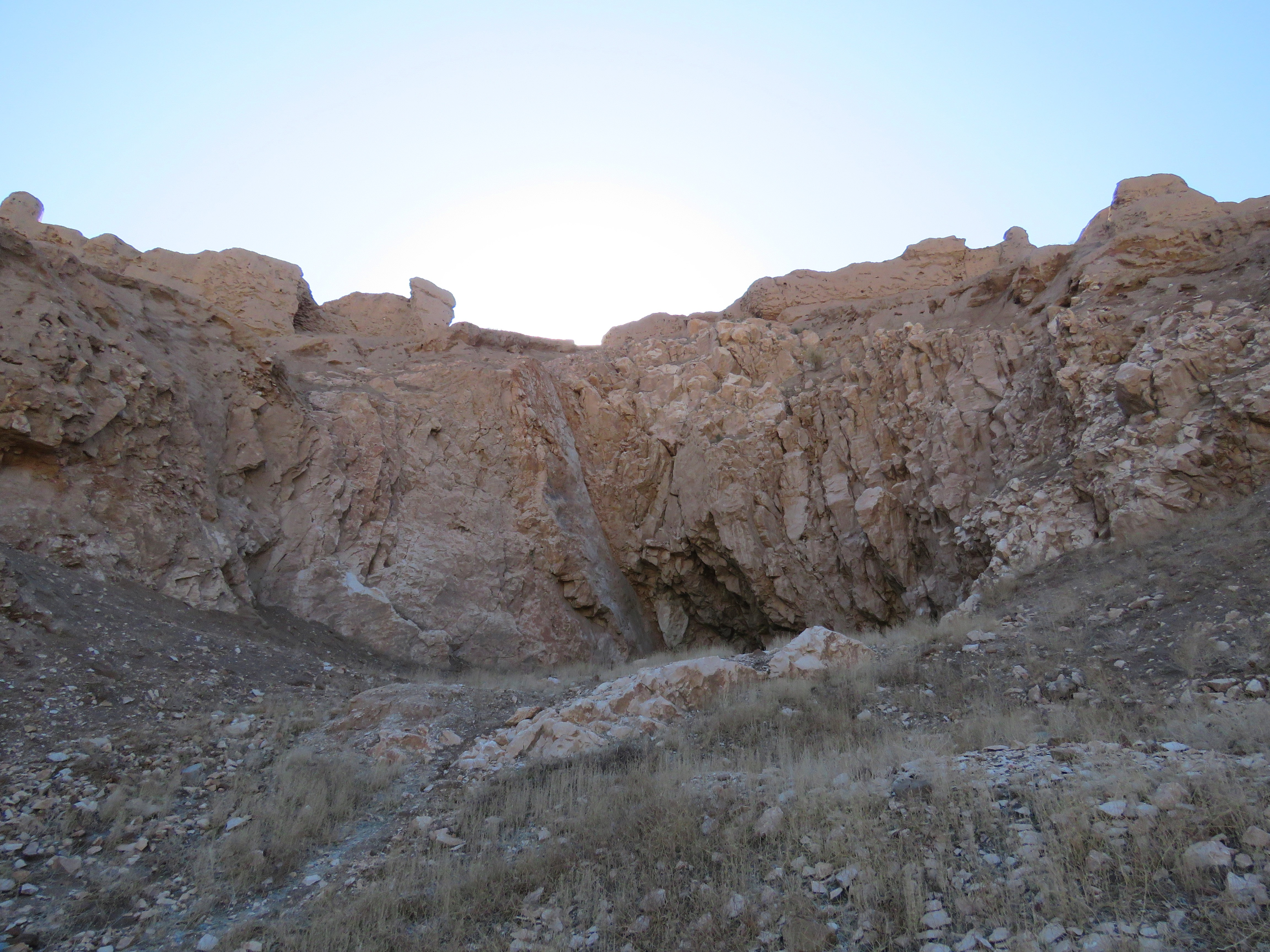
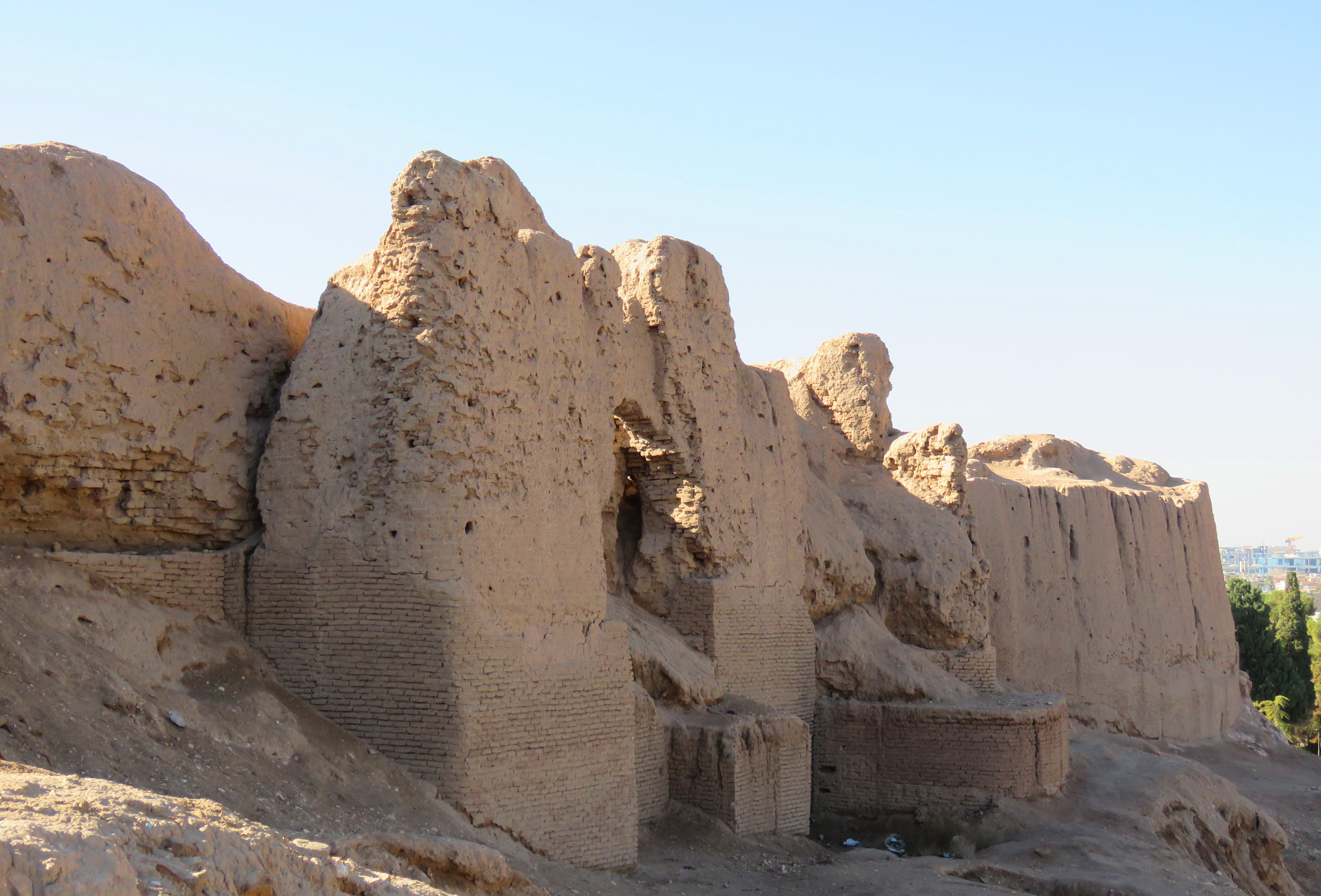
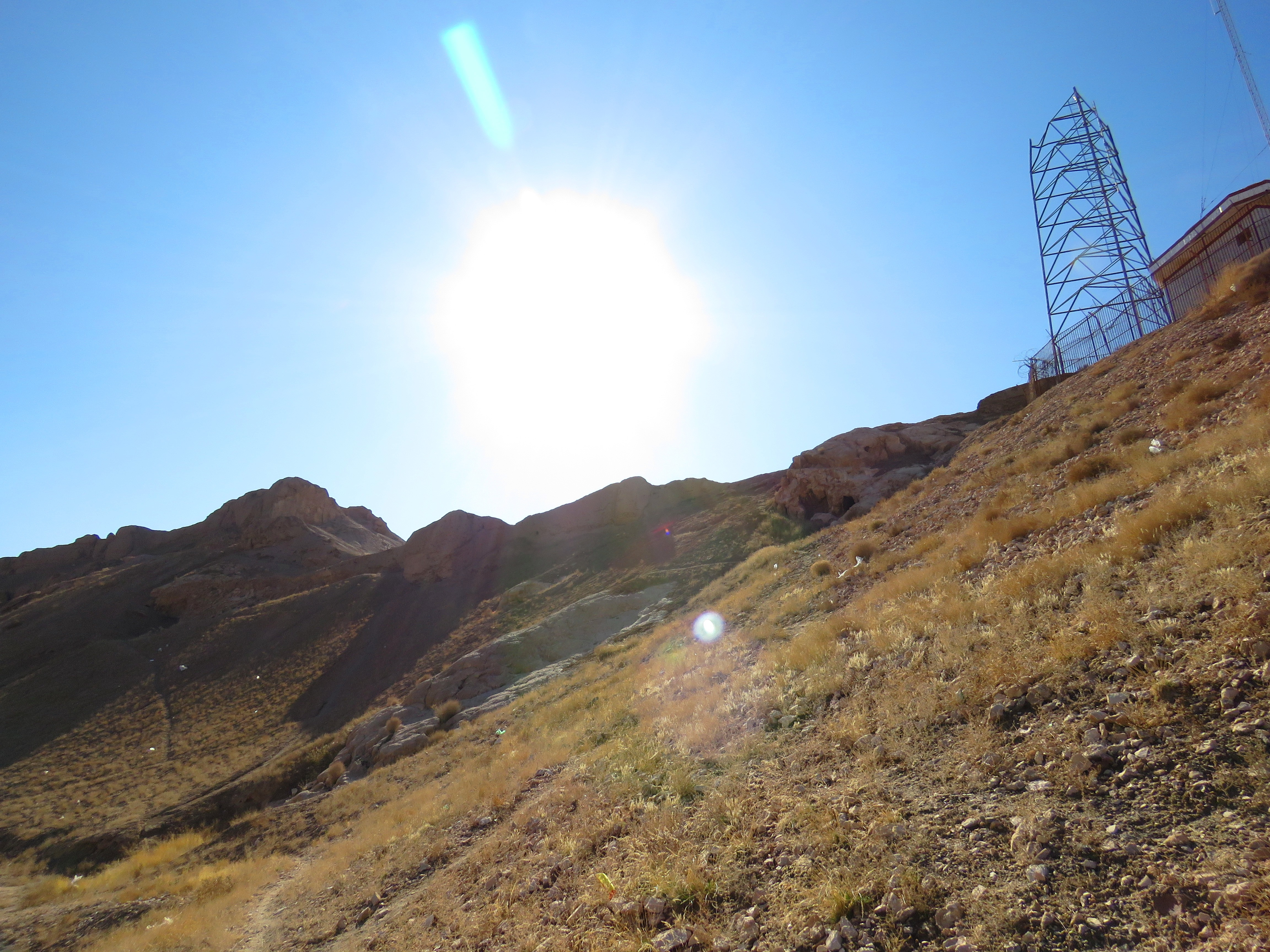
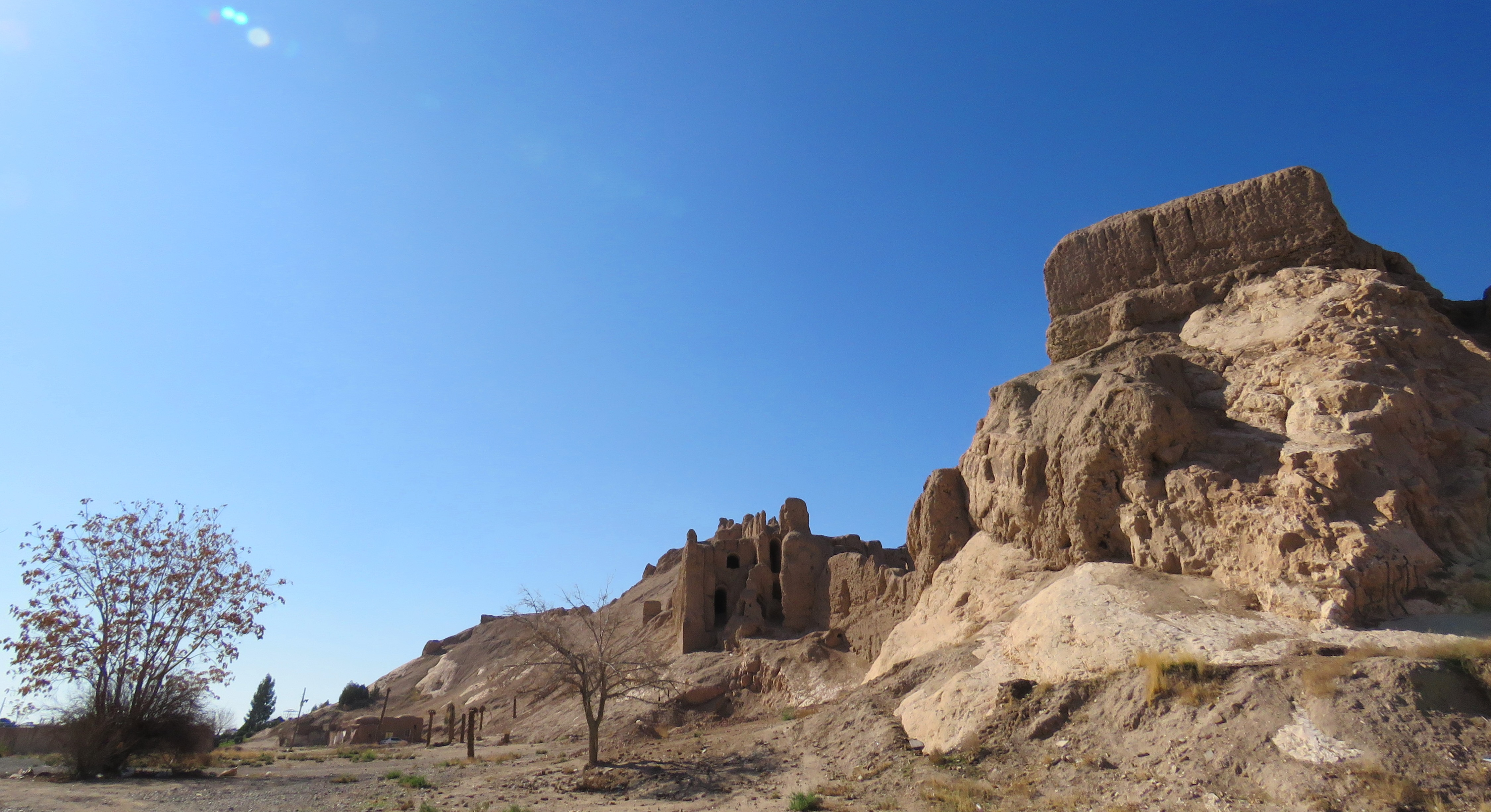
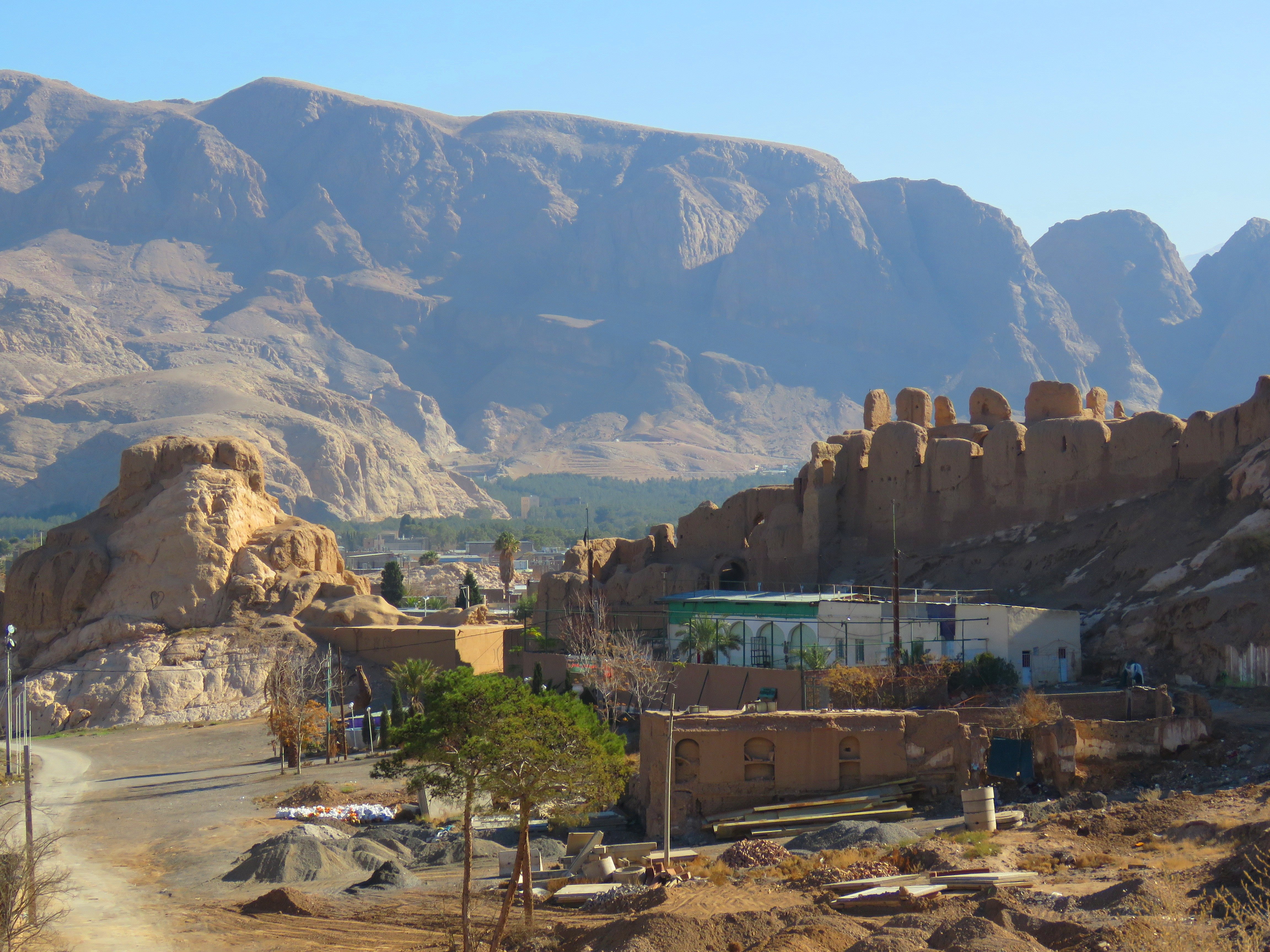
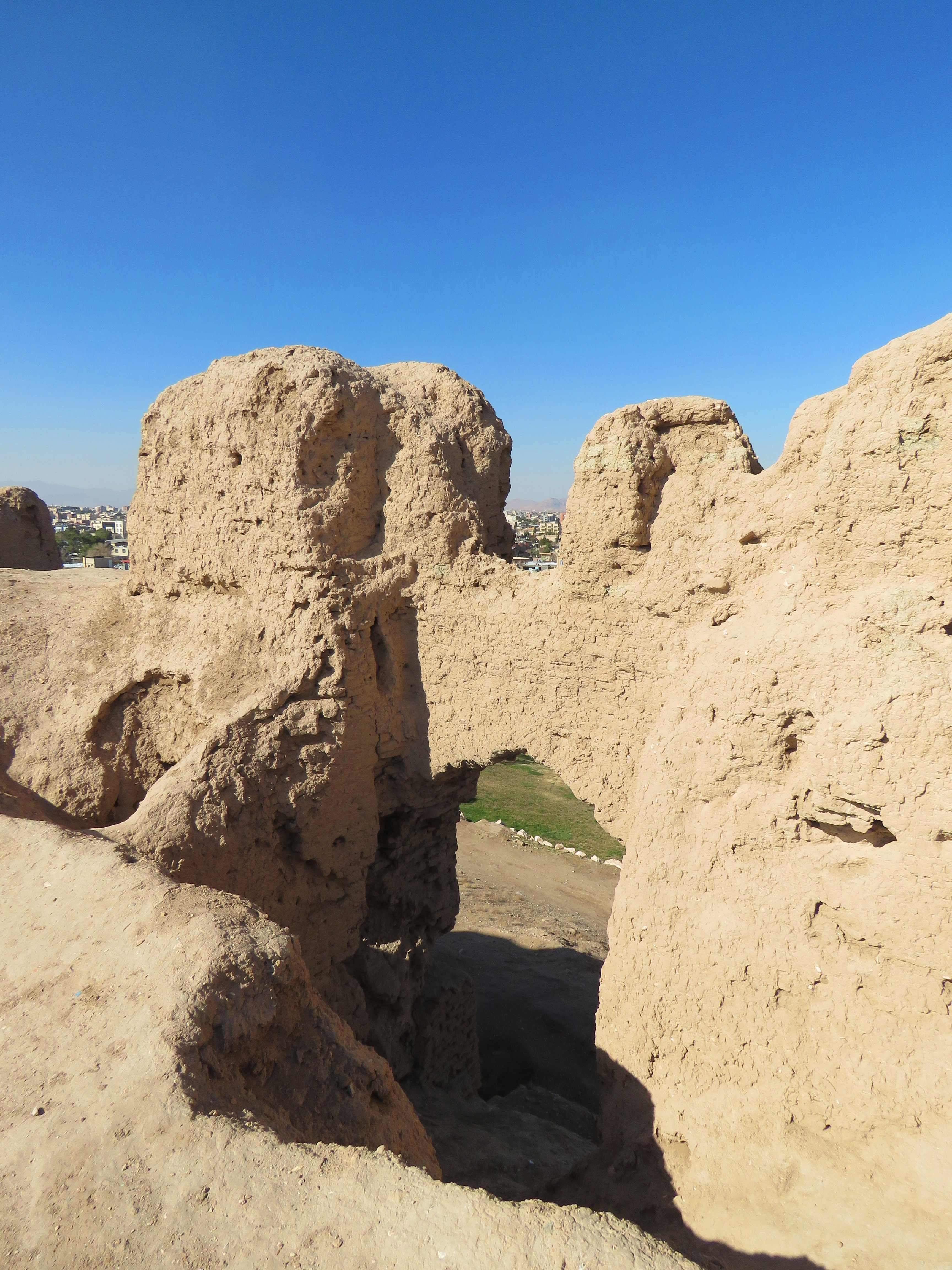
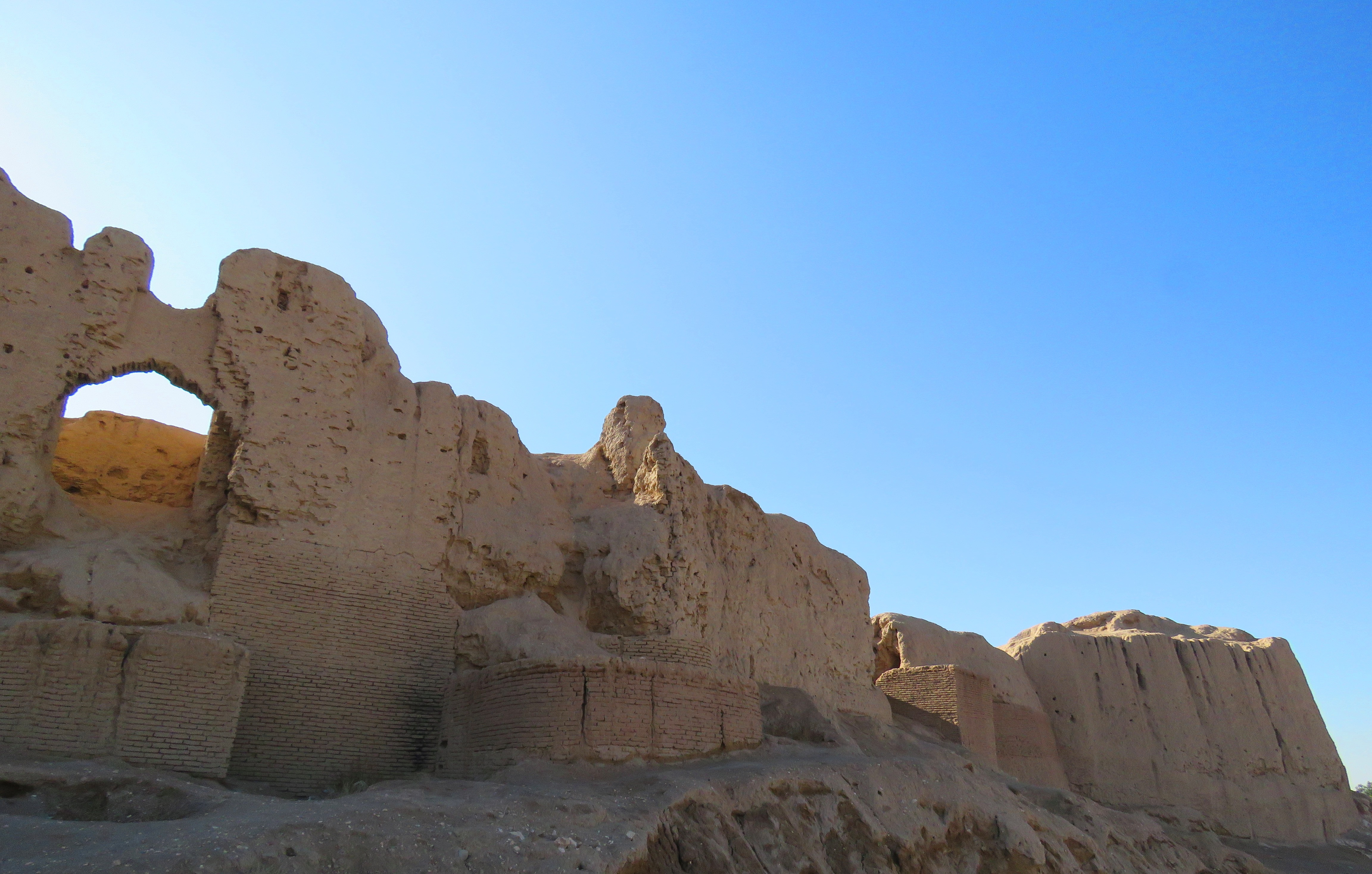
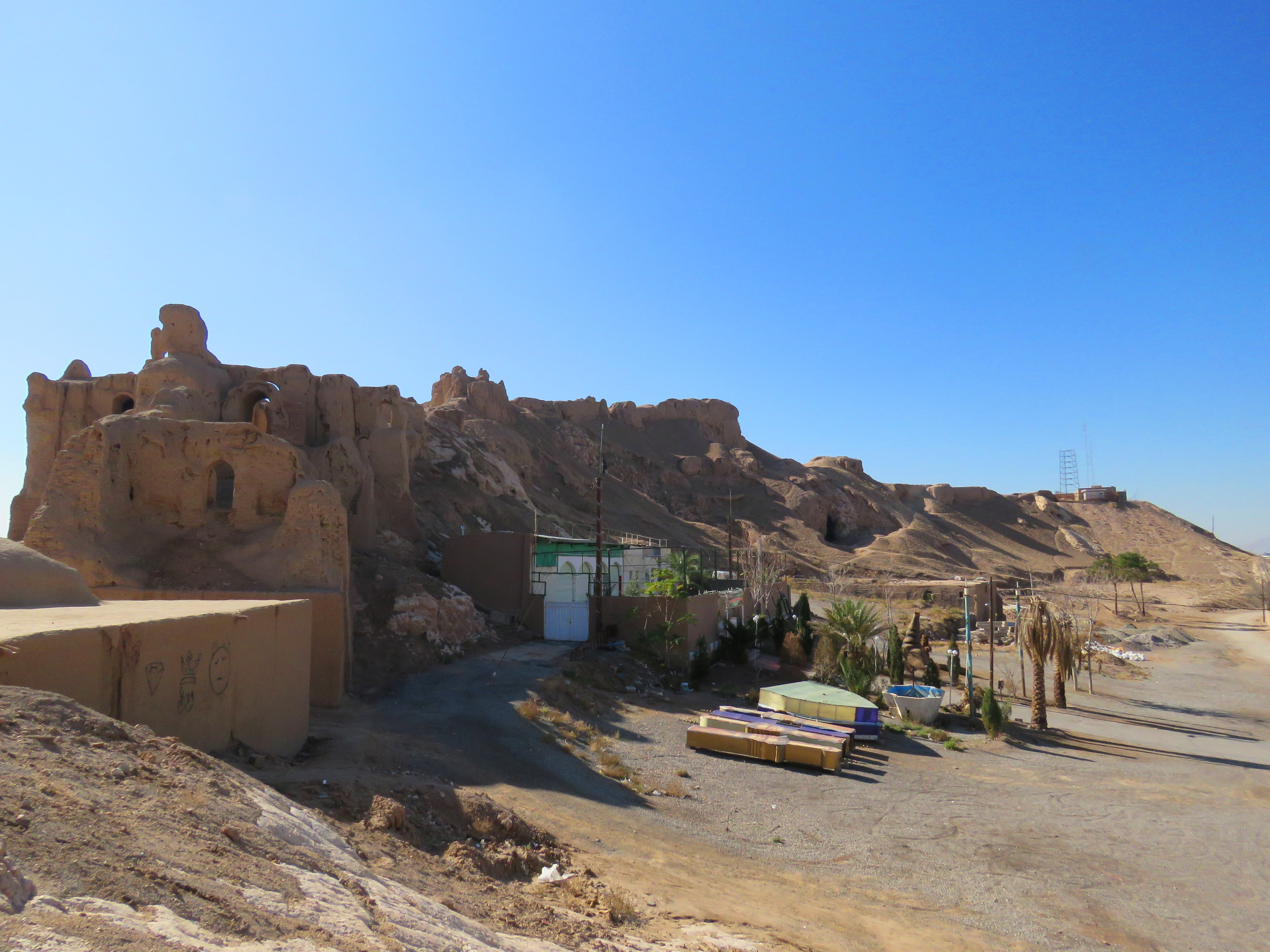
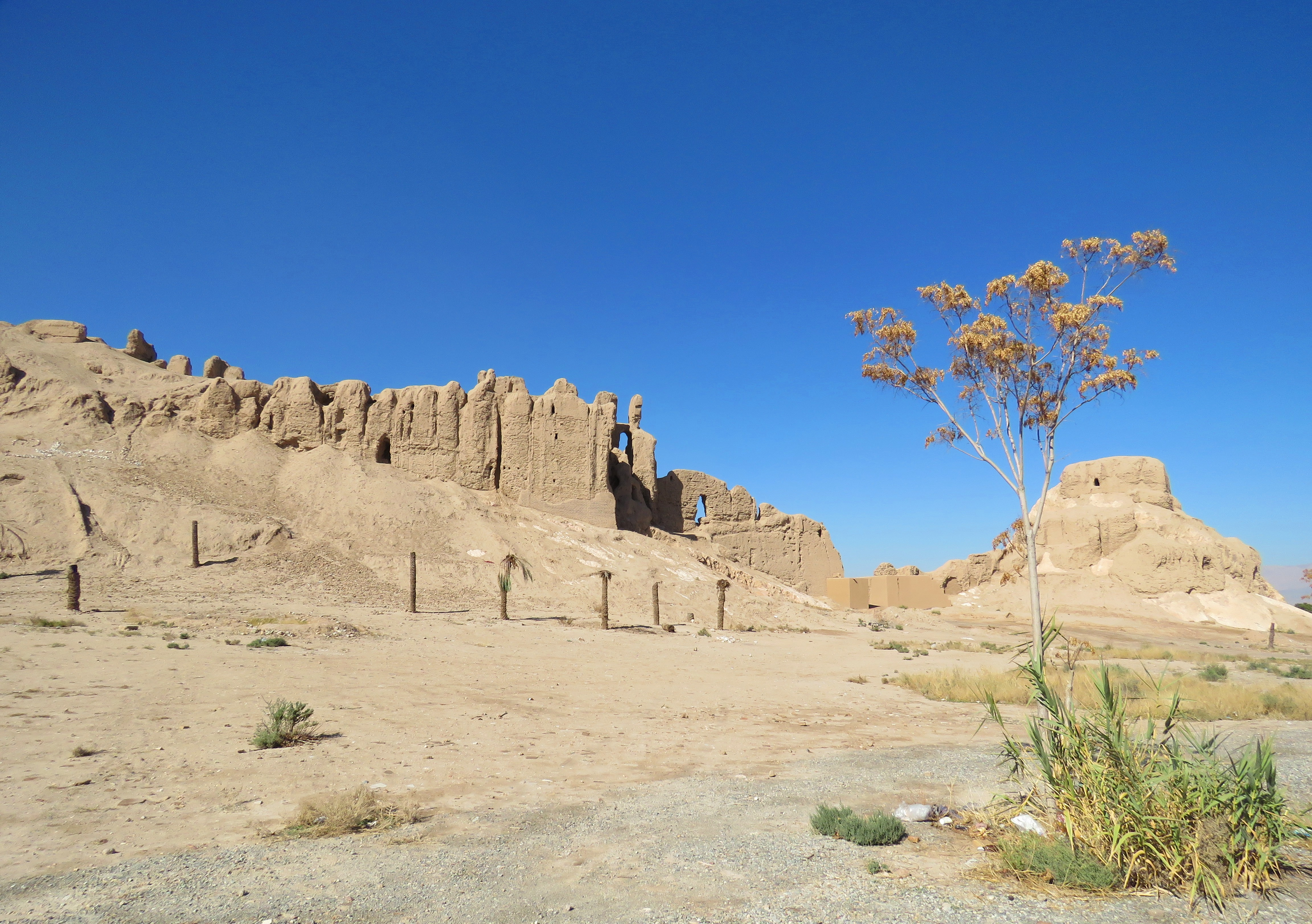
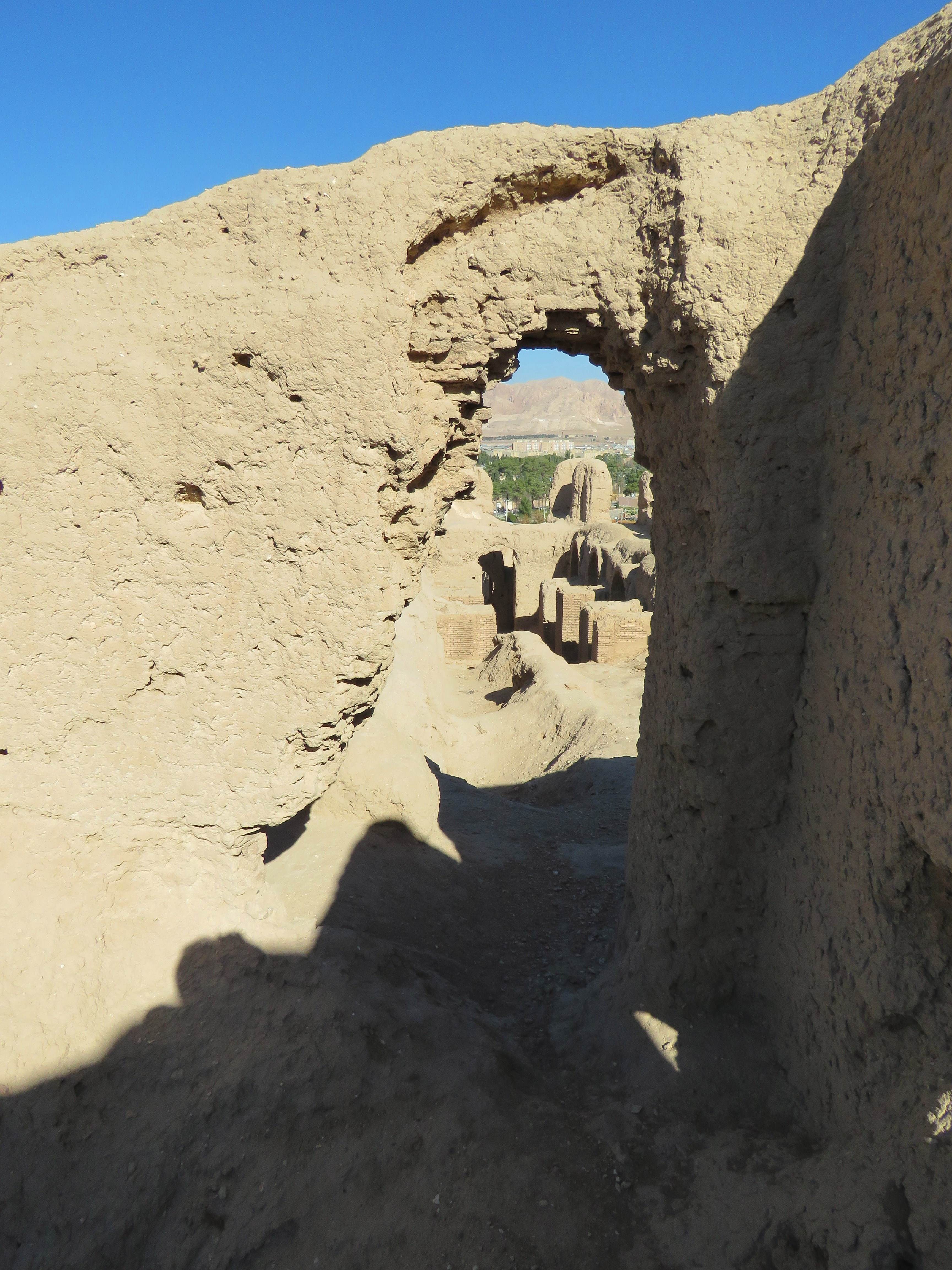
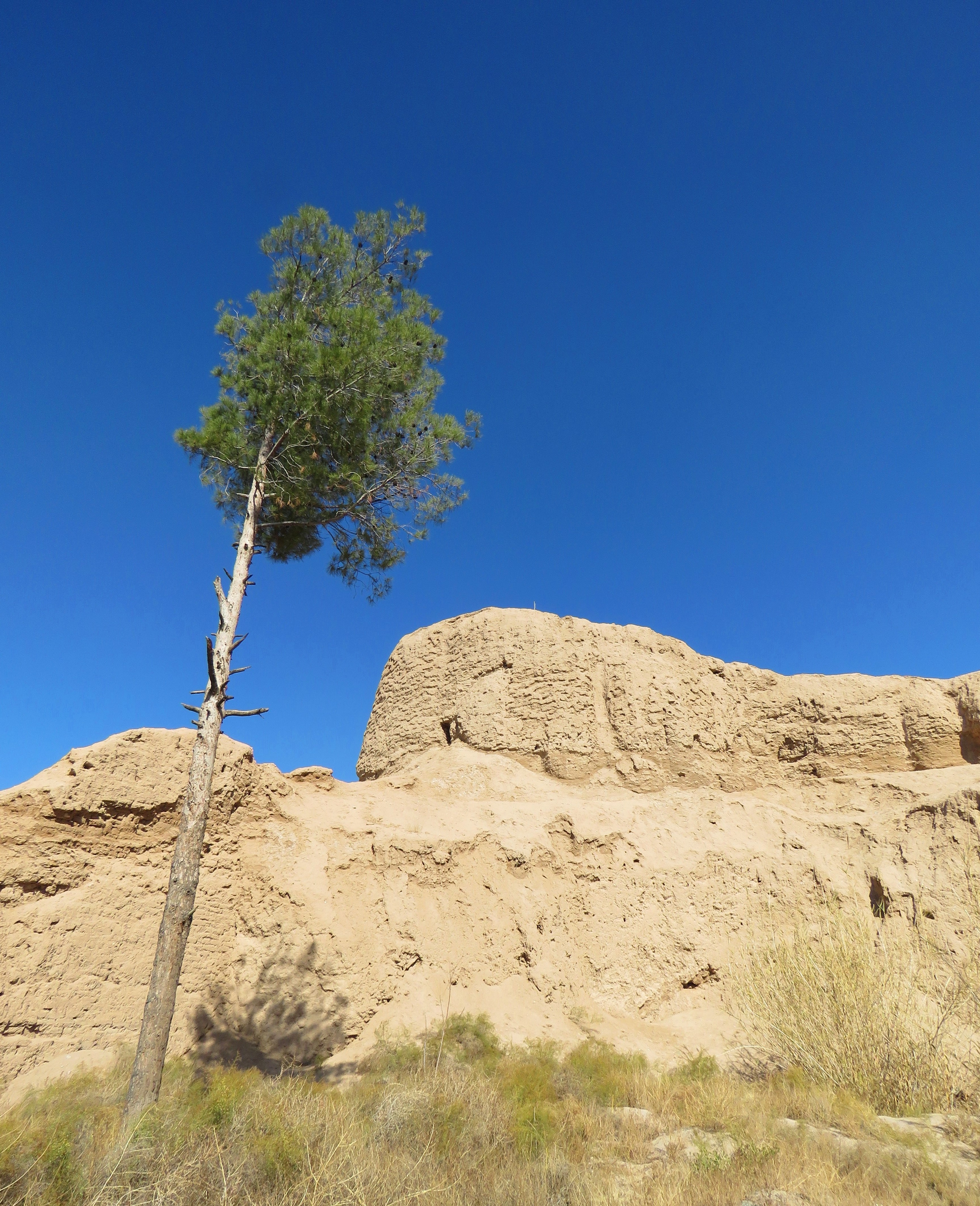
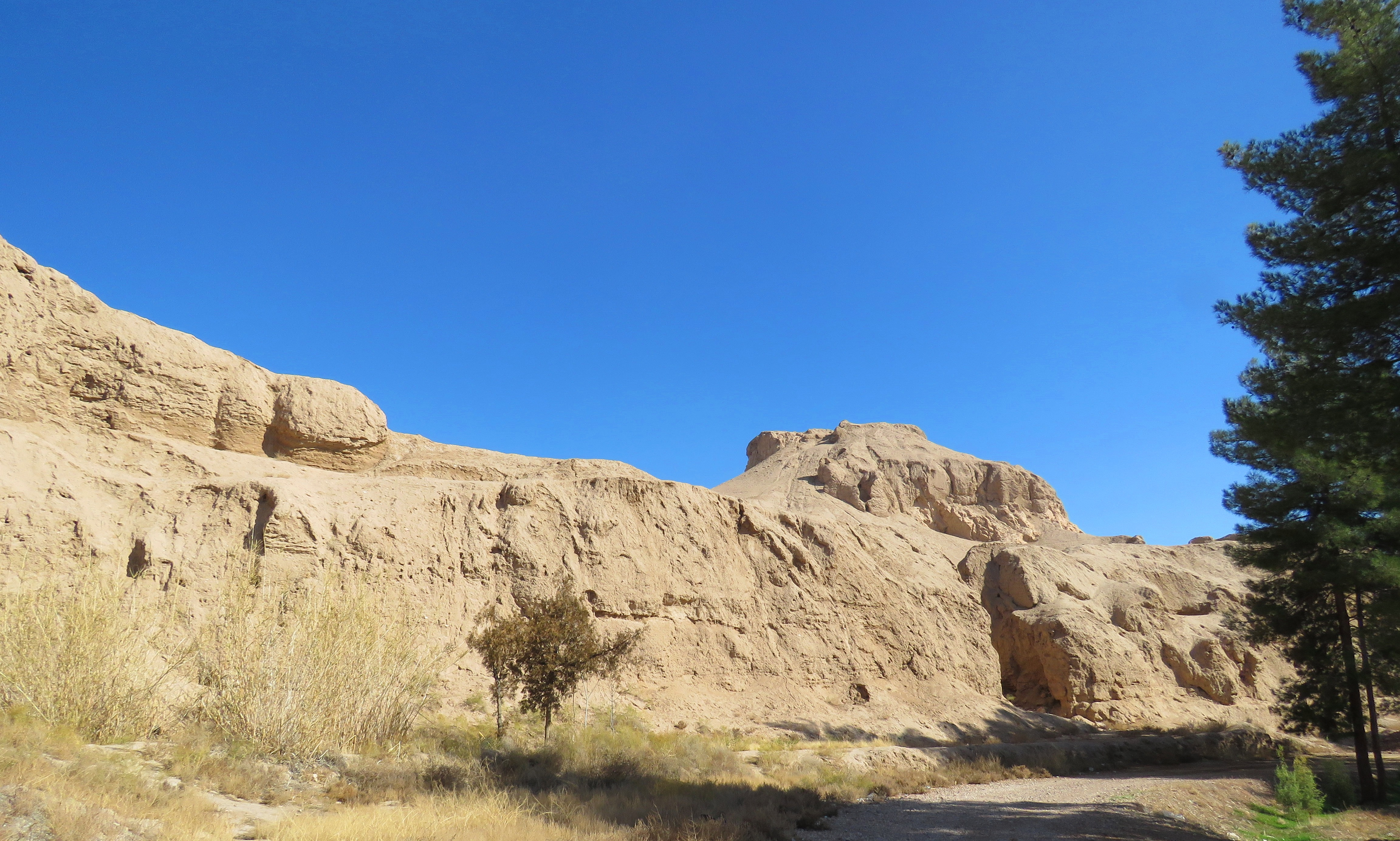
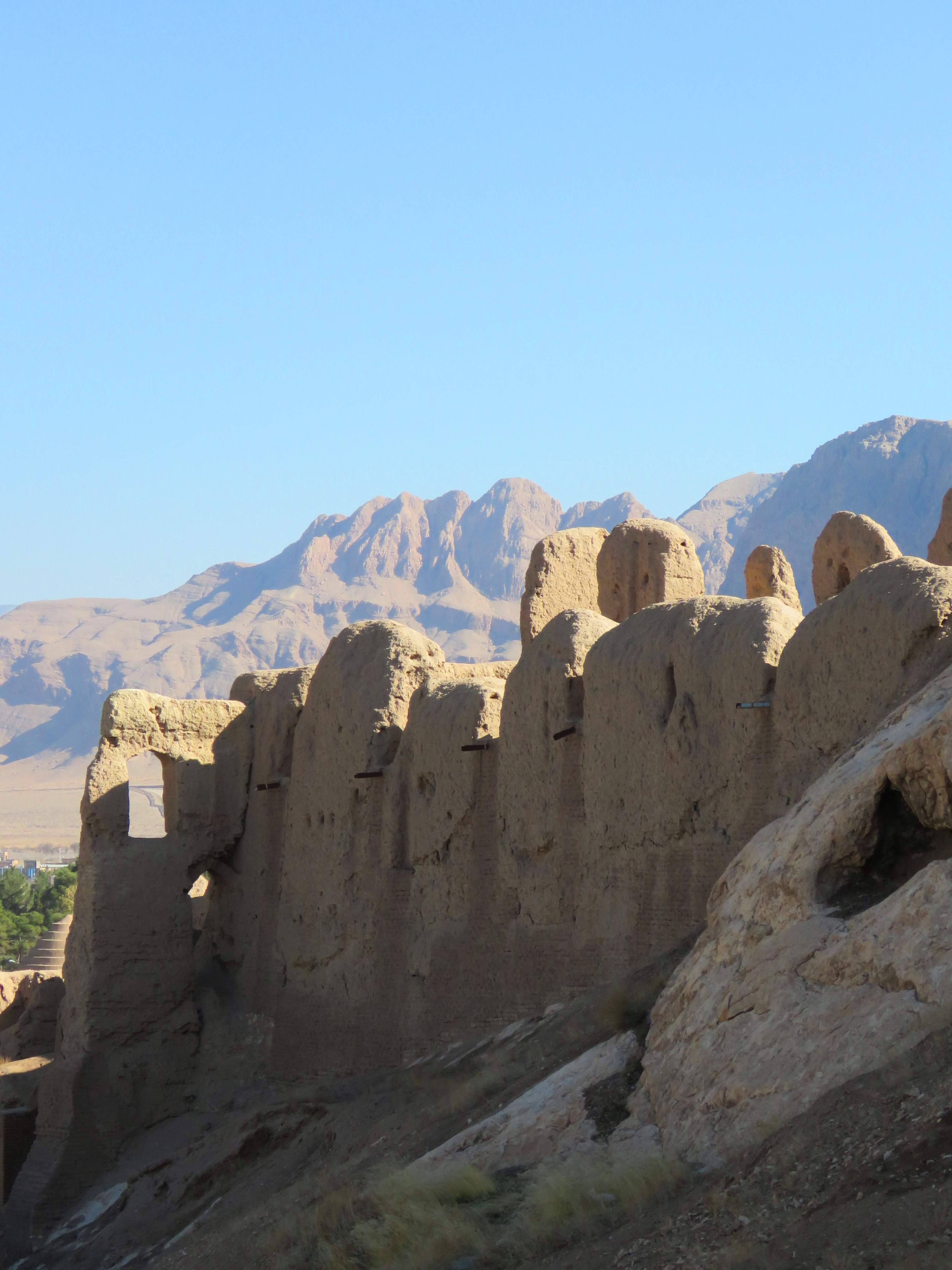
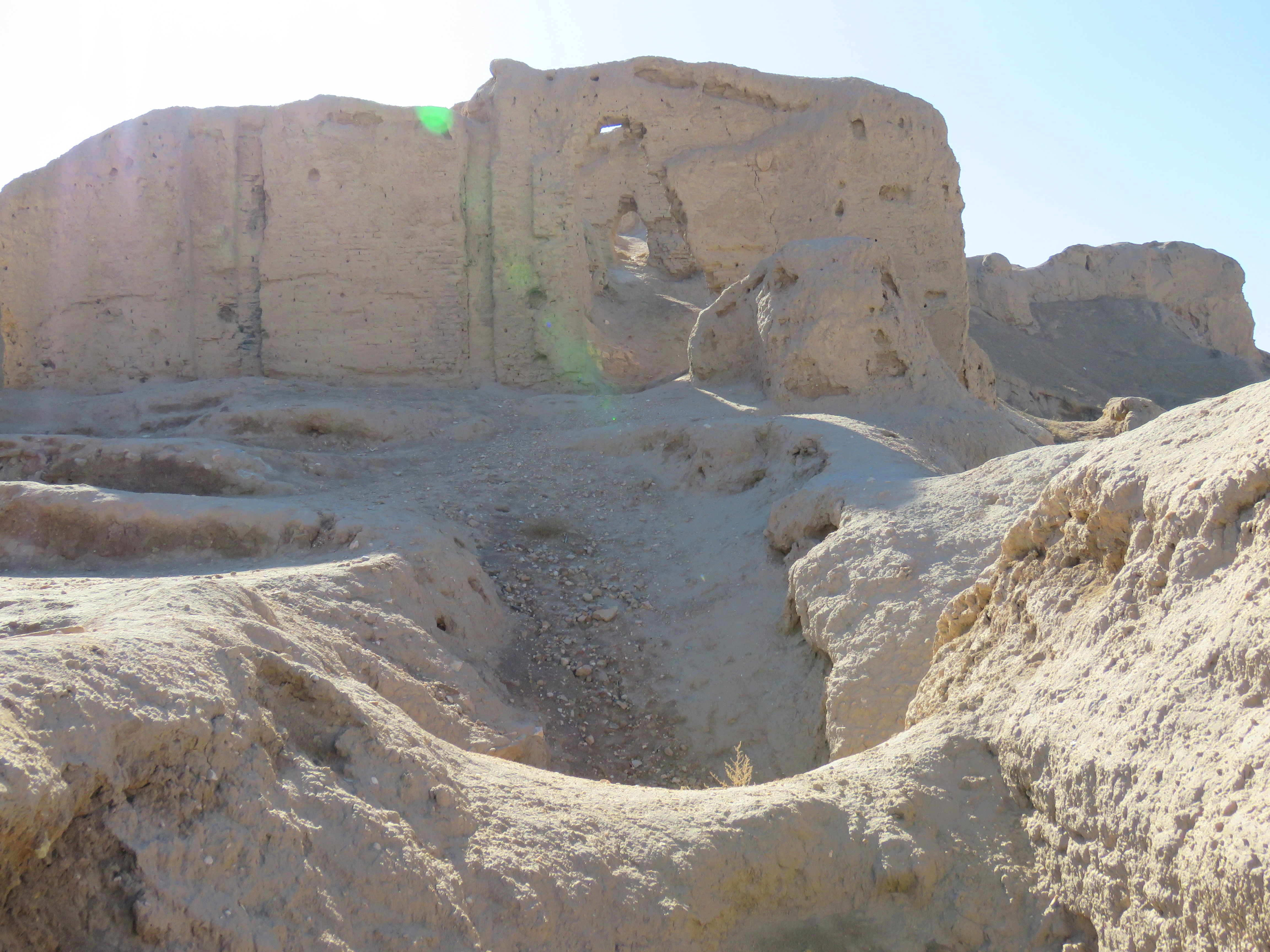
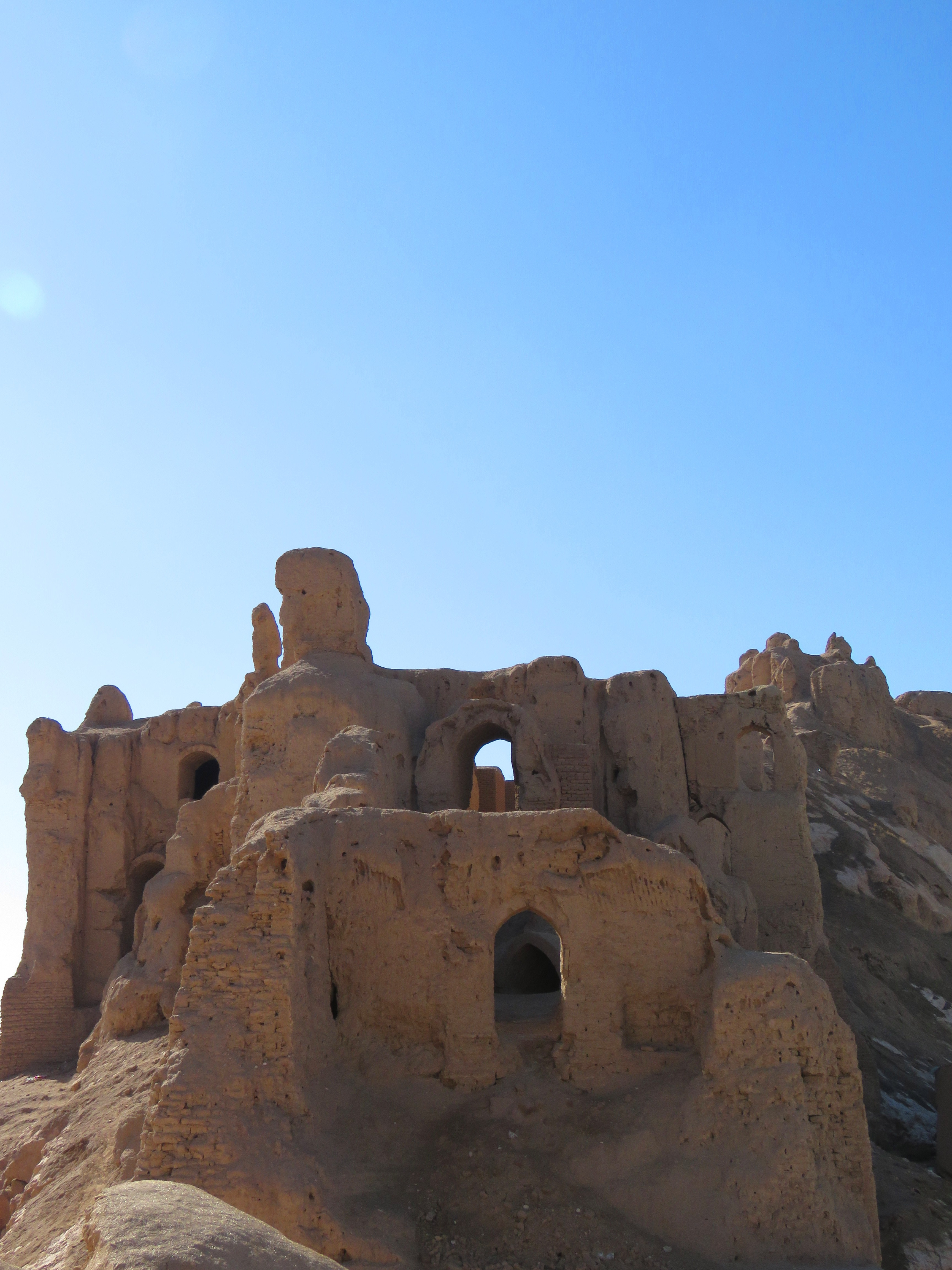
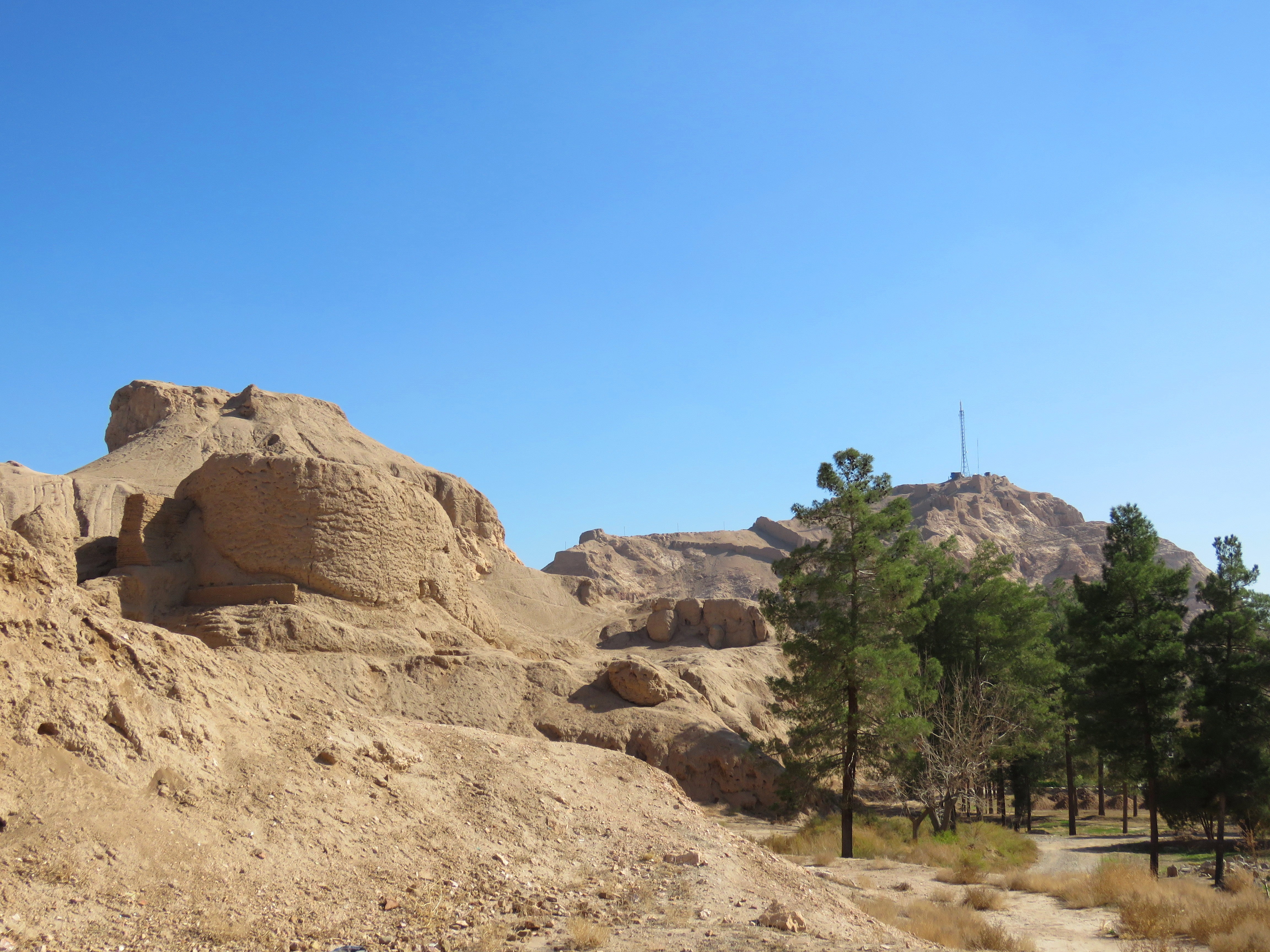
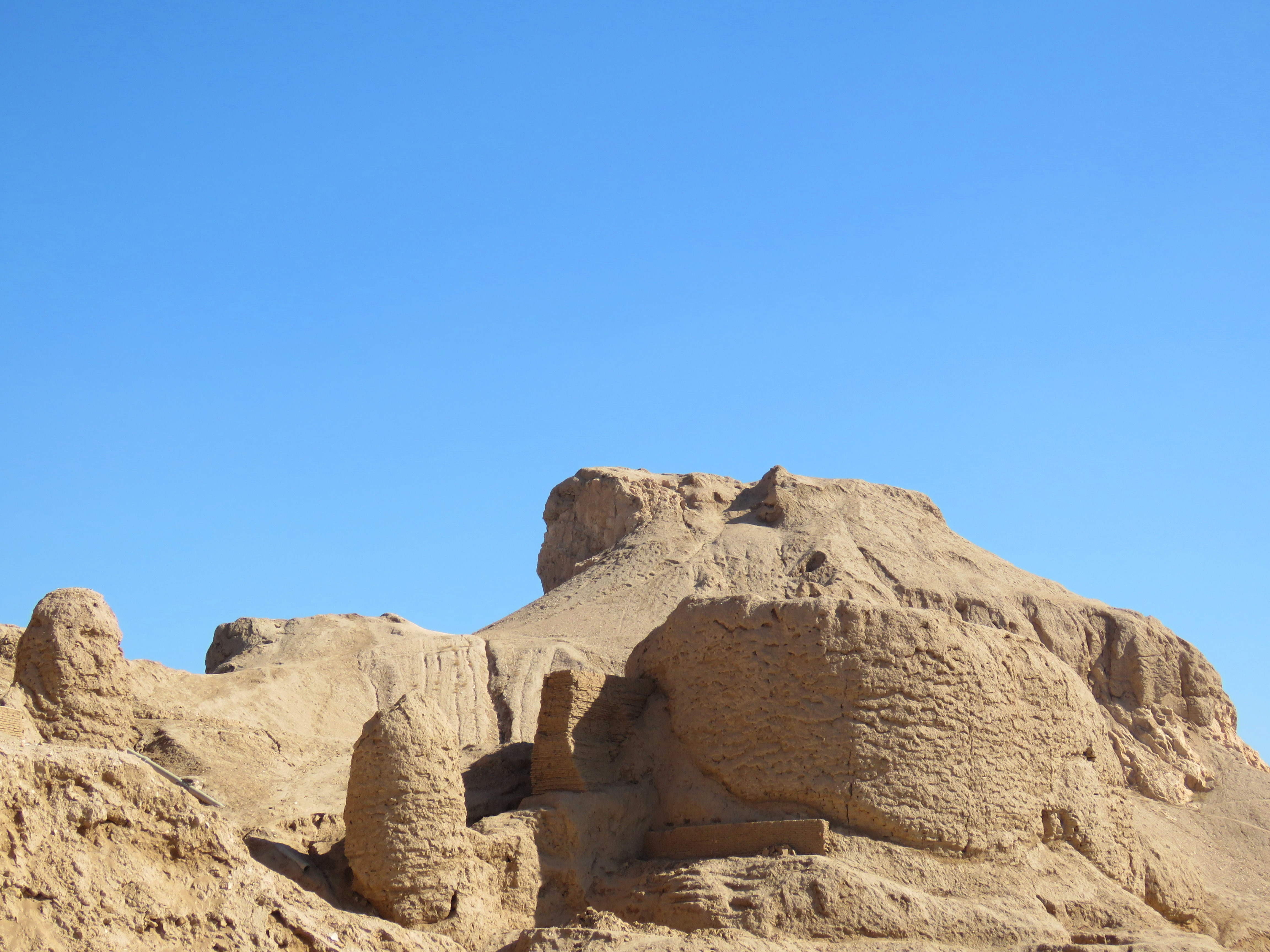
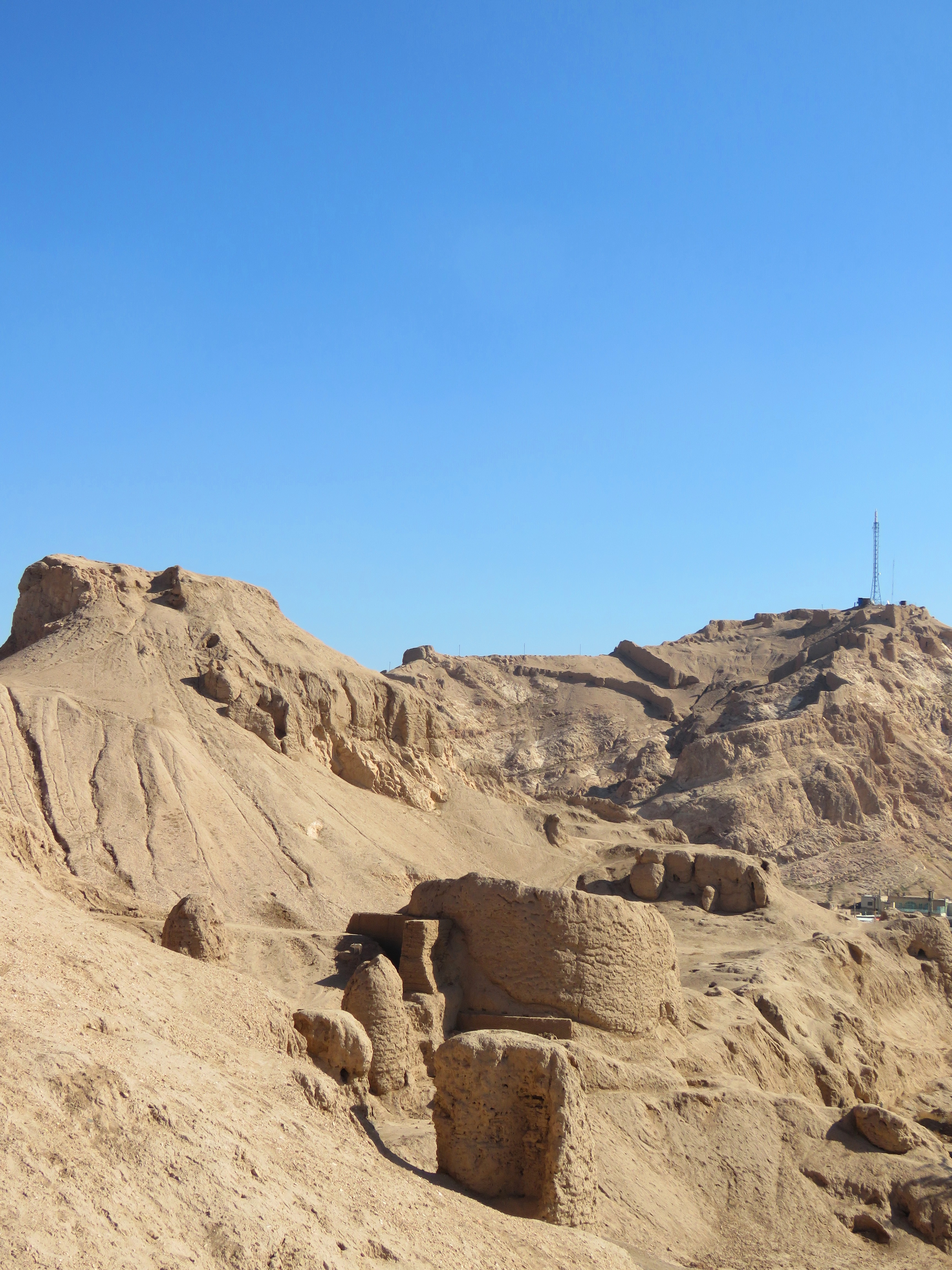
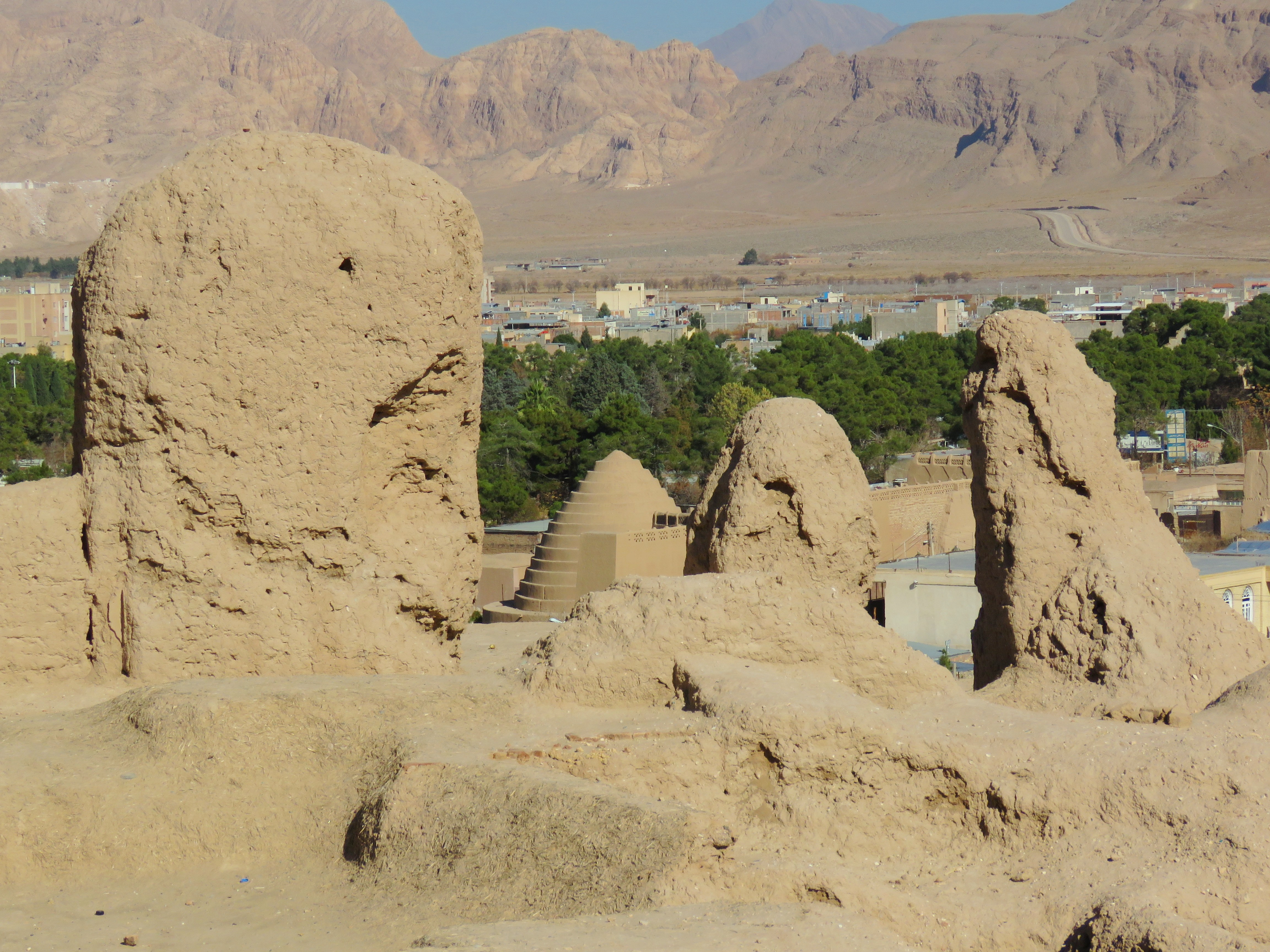
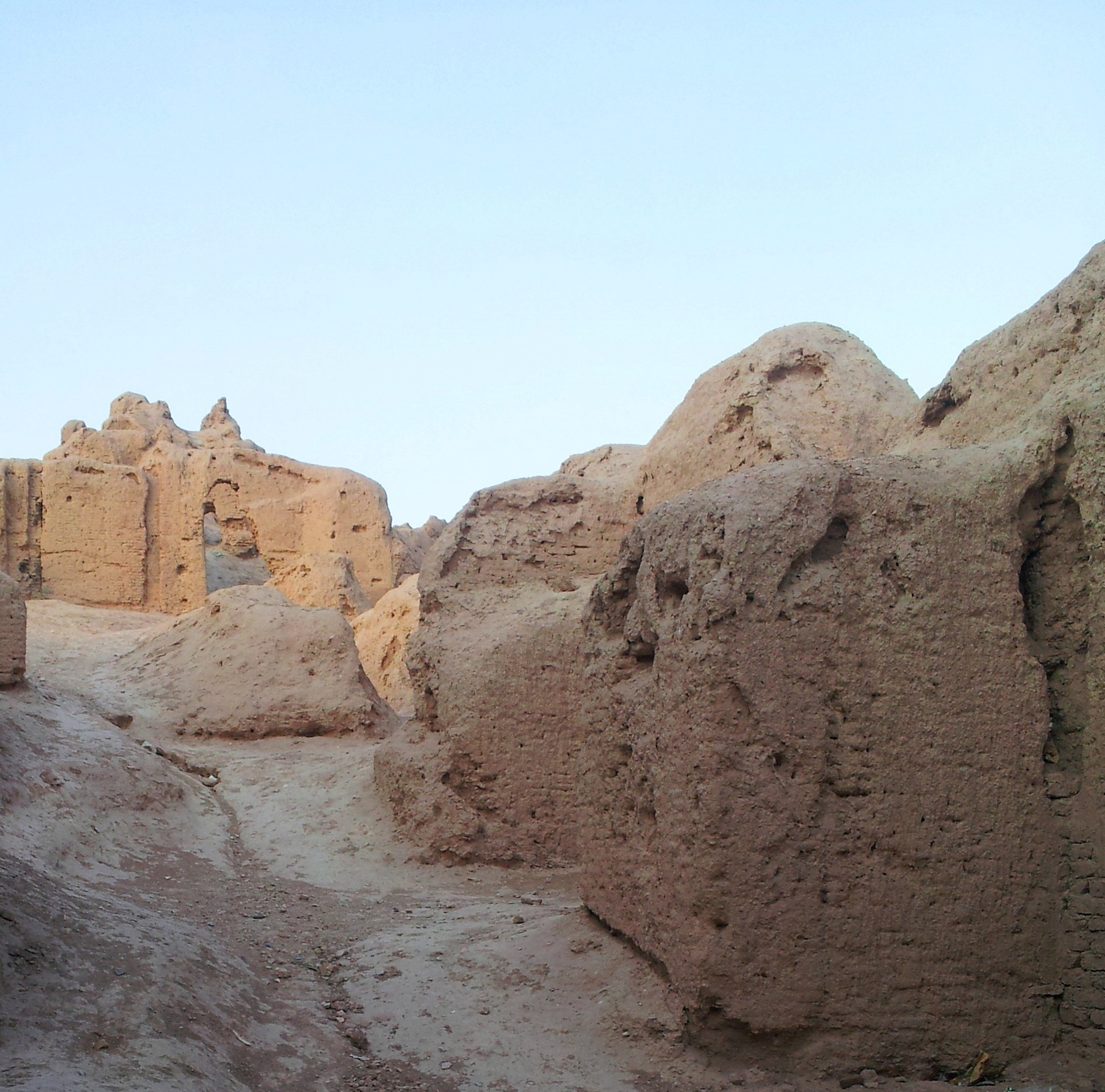